# Club Ferro Carril Oeste
El Club Ferro Carril Oeste (más conocido simplemente como Ferro)  es un club con sede en la ciudad de Buenos Aires, Argentina. Fue fundado el 28 de julio de 1904 por 95 empleados de la compañía Ferrocarril del Oeste con el nombre de Club Ferro Carril Oeste de Buenos Aires. La actividad más relevante de la institución es el fútbol en el cual brilló en la década de 1980, coronándose campeón en dos ocasiones. Actualmente se desempeña en la Primera Nacional, segunda división del fútbol argentino.
Regido por la Asociación del Fútbol Argentino a nivel nacional, fue uno de los dieciocho clubes fundadores del primer campeonato profesional en 1931, en la cual ha participado en 81 temporadas. Obtuvo dos títulos nacionales: el Torneo Nacional 1982 y el Torneo Nacional 1984. Ocupa el 14.º puesto en su tabla histórica general y ha disputado más de 4 mil partidos oficiales en todas la categorías, contabilizando torneos de liga, de copa y copas internacionales.
Además del fútbol, el club tiene varios equipos de distintos deportes tanto de grupo —como voleibol, baloncesto, balonmano, hockey sobre césped o béisbol— como individual —atletismo, natación, taekwondo, tenis—.
En baloncesto, Ferro también es reconocido como una de las instituciones más laureadas del país. En el ámbito nacional, posee los honores de haber sido el primer campeón de la Liga Nacional de Básquet, el primero en lograr dos títulos sucesivos y totalizar tres Ligas Nacionales y un Campeonato Argentino. En el ámbito internacional, fue el primer club argentino en coronarse campeón sudamericano y es, junto con Boca Juniors, el club argentino más ganador del mencionado certamen con tres conquistas. Además, en 1986, Ferro fue subcampeón de la Copa Intercontinental FIBA.
En sus otras disciplinas, se destacó principalmente durante la década de 1980, en donde obtuvo múltiples logros en una amplia variedad de deportes, como en voleibol y el balonmano, deporte en el que ha sido campeón nacional en 2014, y se coronó en tres oportunidades como Campeón Sudamericano, tanto en su rama femenina como masculina. En cuanto a sus deportes individuales, Ferro Carril Oeste proporcionó una gran cantidad de atletas para representar a Argentina en los Juegos Olímpicos en diversos deportes, destacándose el atletismo.

## Historia

### Fundación y primeros años
El Club Ferro Carril Oeste fue fundado el 28 de julio de 1904 en el barrio porteño de Caballito por un total de 95 empleados —la mayoría de nacionalidad inglesa— de la compañía Ferrocarril Oeste de Buenos Aires, que pretendían cimentar un club para estimular «los ejercicios físicos y el fútbol en particular». Su acta fundacional comunicaba:

«En Buenos Aires, a veintiocho de julio de mil novecientos cuatro, congregados en asamblea, en la oficina de cargas, un núcleo de 96 empleados pertenecientes a las diversas reparticiones del Ferro Carril Oeste con el fin objeto de fundar establecer un club, cuyo fin será el de fomentar los ejercicios físicos entre sus asociados, procedieron al nombramiento ad-honorem de presidente y secretario, para actuar en la misma, el que recayó por la mayoría de votos en los señores Eduardo Bouchez y F. Goñi respectivamente. Una vez que tomaron posesión de sus cargos, el señor Bouchez presentó y se aprobó en general y en particular, después de algunas modificaciones, las disposiciones y reglamentos que regían los actos del club establecido, y cuya copia fiel se transcribe a continuación de la presente acta; Se paso luego de la elección de las personas que formarán la comisión directiva, la que quedó constituida por unanimidad de votos en la forma siguiente: presidente, W. G. Beeston; vicepresidente, E. Bouchez; tesorero, J. J. Talmadge; vocales, A. J. Avery, E. S. Languasco, A. F. Rey y F. Goñi. "A continuación, también por unanimidad de votos, se resolvió conferir el título de presidente honorario al señor representante legal, don Santiago Brian y al señor gerente, don David Simson y el de socio honorario a todos los jefes de departamento de este ferrocarril, después de lo cual se dio por terminada la asamblea, dando un voto de gracias al señor J. C. Hardy en mérito de haber sido el iniciador de la idea para la fundación de este club.»
Acta fundacional. 28 de julio de 1904. Buenos Aires, Argentina.

Con el amplio respaldo de los directivos ferroviarios, con el gerente David Simpson a la cabeza, la incipiente institución pudo contar rápidamente con terrenos para la construcción de una sede social y un campo de deportes, en los lotes que antiguamente habían sido utilizados por el Flores Rugby Club. La inauguración oficial llegó en agosto de 1904 y, el 2 de enero de 1905, se inauguró el Estadio de Ferro Carril Oeste

#### Crecimiento de la institución
Ferro Carril Oeste constituye con carácter fundamental el club de los empleados del Ferrocarril Oeste de Buenos Aires y sus familias, asociados a la institución, admitiéndose adhesiones ajenas al personal de aquel, pero tanto en cuanto satisfaga las necesidades de sus asociados y sus fines sociales serán los siguientes:
a) fomentar el desarrollo físico e intelectual.
b) promover la creación de y mantenimiento de relaciones sociales entre los asociados y sus familias, ofreciéndoles todas las distracciones de un centro de cultura; y que para llenar los fines enunciados, la Asociación Civil mantendrá un local social, canchas y campos de deportes apropiados, en la medida que los recursos lo permitan y para uso exclusivo de sus asociados e instituciones vinculadas al club, podrá adquirir y vender muebles e inmuebles y realizar todas las operaciones civiles o comerciales que las leyes del país autorizan a las instituciones de la naturaleza del club.|Articulados del Club Ferro Carril Oeste}}

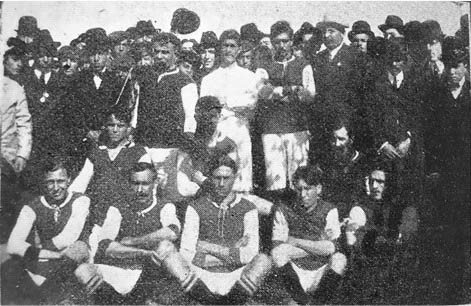
Plantel del club en 1907, utilizando unas remeras basadas en los colores del club inglés Aston Villa.

Con la construcción del estadio de fútbol en 1905, financiado por su principal miembro fundador David Simpson, al año siguiente a su fundación, se afilió a la Asociación del Fútbol Argentino. El fútbol fue, entonces, el primer deporte oficial del club junto con el críquet. Ingresó en la tercera categoría y en sus primeros años disputó los torneos de las divisiones menores. Su primer partido fue disputado el 21 de abril de 1907 ante River Plate. En 1912,  Ferro se coronó como Campeón de la División Intermedia, ascendió a la Primera División y obtuvo la Copa Competencia Adolfo Bullrich, una copa organizada para los clubes que militaban en la segunda división. No obstante, Ferro conformó un equipo de reserva, llamado «Ferro B», que volvió a obtener dicha Copa por segunda vez consecutiva en 1913.
Además de sus primeras actuaciones futbolísticas, la institución posteriormente inauguró una pista de atletismo, dos canchas de bochas criollas y una de bochas inglesas, cuatro de tenis y dos de pelota paleta, pero en cambio, fue suprimida la sección de críquet en 1914. En cuanto a su sección de fútbol, disputó diversas copas nacionales organizadas por esos años, y sus primeros años vio poco éxito, ya que el club nunca pudo ubicarse entre los primeros lugares de la clasificación.

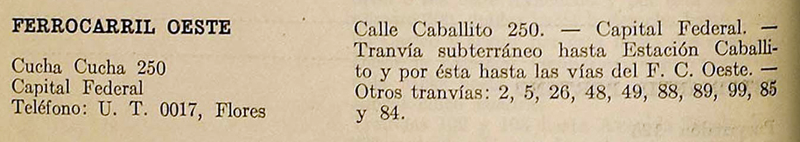
Ferro en la Guía de Instituciones afiliadas de la Asociación Amateur de Football en 1923

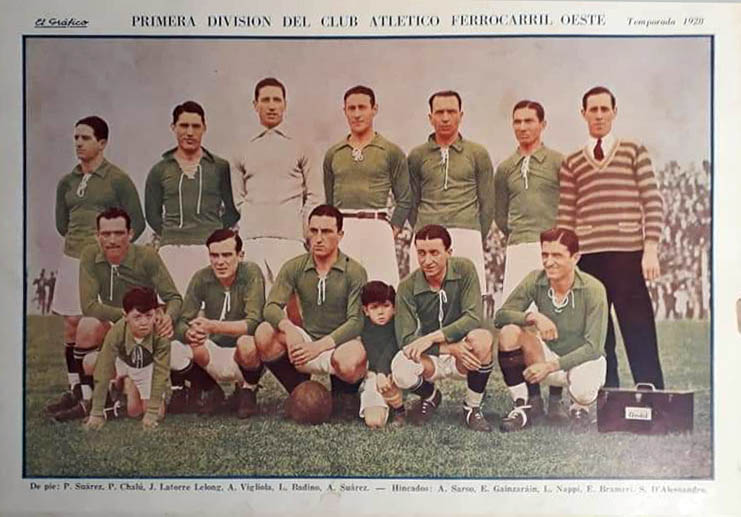
Equipo de Ferro en 1928

En los años 1920, la afiliación a la Asociación Amateurs de Football hizo que tuviese que disputar encuentros contra otros rivales, entre ellos, Vélez Sarsfield. En entradas de local, Ferro vendió más que Vélez, y este se posicionó mejor por entradas de visitante. Esto marcó el inicio del «clásico del oeste»; si bien ambos equipos habían disputado varios partidos antes de este suceso, este fue el inicio de la rivalidad. El club tuvo su mejor campaña en 1927, finalizando en el 4.º puesto tras 33 partidos disputados. Asimismo, tuvo un gran impacto la sección de atletismo, en el cual sus deportistas asociados han tenido grandes resultados como récords nacionales y títulos tanto a nivel nacional como sudamericano. Juan Carlos Zabala ganó la medalla de oro en Juegos Olímpicos de Los Ángeles 1932, en la especialidad de maratón.

### Cambios estructurales

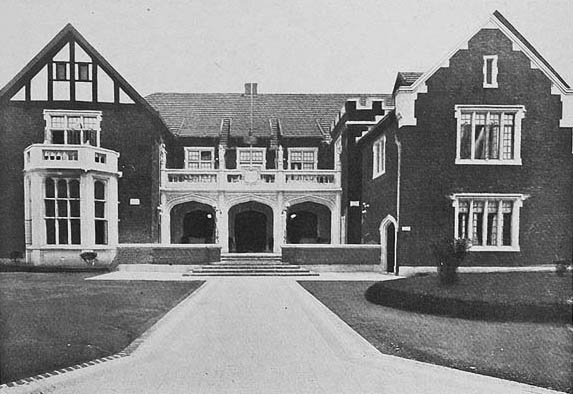
Sede social del club en 1930.

En fútbol, tras la conclusión del campeonato de 1930, estalló la crisis que dividió al fútbol argentino, produciéndose así una escisión donde los 18 clubes de mayor convocatoria —entre ellos Ferro— se retiraron de la Asociación Amateurs Argentina de Football para formar la Liga Argentina de Football, que organizó el primer torneo profesional, en condición de entidad disidente. El club ingresó al profesionalismo en el Campeonato de 1931 al ser uno de los fundadores de la liga. En su primer partido oficial, el 31 de mayo de ese año, derrotó como local a Argentinos Juniors por 2:0; en dicho campeonato finalizó en la décima posición.
El estadio sufrió el 6 de septiembre de 1931 la destrucción parcial de una de sus tribunas a causa de un incendio. Dicho incendio también abarcó parte del local social, y sus dirigentes lograron salvar de las llamas el libro de contabilidad y el registro de socios, pero mucha documentación resultó destruida. 
A fines de los años 1930, el club se independizó de la compañía ferroviaria, modificando su nombre original: «Club Atlético del Ferrocarril Oeste de Buenos Aires» por el actual de «Club Ferrocarril Oeste». Unos años después, se adoptó el nombre de «Club Ferro Carril Oeste», separadas todas las palabras; no obstante, el debate de si las palabras «Ferro Carril» van juntas como una sola o separadas como dos permanece vigente.

#### Nuevas secciones deportivas
La década de 1930 marcó el inicio de varias secciones deportivas, la natación y el waterpolo que se sumaron a las ya existentes, y el ajedrez, que inició su actividad cuando el club decidió afiliarse a la Federación Argentina de Ajedrez. En 1933, se conformó un equipo de baloncesto. Este deporte, que pronto se convirtió en la segunda sección más importante del club, llegó a la Argentina a inicios de los años 1910 gracias a la venida de inmigrantes de nacionalidad estadounidense en el país. Sus primeros partidos fueron ante clubes de Buenos Aires. Posteriormente, ya en la década de 1940, se incorporaron la esgrima y el patinaje; la gran cantidad de deportes trajo como consecuencia un gran aumento de socios, llegando a una cifra estimada de seis mil para 1941.

#### Década del 30: grandes jugadores y mitad de tabla
Desde 1930 la dupla Gandulla - Emeal, jugaban juntos en las inferiores verdolagas y con su llegada a la primera dieron inicio a un quinteto histórico de Ferro y el fútbol argentino llegando todos a vestir la casaca de la Selección Argentina.
En 1937, cuatro jugadores de las divisiones juveniles —Bernardo Gandulla, Juan José Maril, Alfredo Borgnia, y Raúl Emeal— más Jaime Sarlanga centrodelantero proveniente de Tigre formaron una línea ofensiva de primer nivel la cual es recordada como «Los Cinco Mosqueteros». Entre estos cinco jóvenes talentos no sumaban 100 años. No obstante, solo jugarían todos juntos entre 1937 y 1938, debido a que otros clubes poderosos los fueron adquiriendo  — Gandulla y Emeal se irían al Vasco Da Gama de Brasil, Juan José Maril, pasaría a Independiente y Sarlanga tendría una gran trayectoria con Boca Juniors—. Gandulla y Sarlanga anotaron entre ellos más del 50% de los goles marcados por Ferro en el campeonato de 1937. En esta temporada Ferro logra victorias por goleadas con mucha frecuencia. Oeste golea 6-4 a Tigre, 4-3 a Huracán, 4-1 y 3-2 a San Lorenzo, 4-1 a Platense y Atlanta, 3-1 a Vélez. 
En la temporada 1938 siguen las goleadas verdolagas, Ferro golea 5-3 a Estudiantes LP, 5-4 a Platense, 4-0 a Gimnasia LP,  empata ante Vélez 5-5. 
En 1939 y debido a un conflicto contractual con el equipo de la ribera se incorpora a préstamo en el primer equipo de Ferro Carril Oeste uno de los mayores ídolos históricos de Boca, José Marante. Su pase se concretó en 20 mil pesos de la época. Ferro oscilaría en mitad de tabla durante toda la década siendo su campaña más destacada un 8.º puesto en 1935. 
Década del 40: Lucha de mitad para abajo y 1er descenso

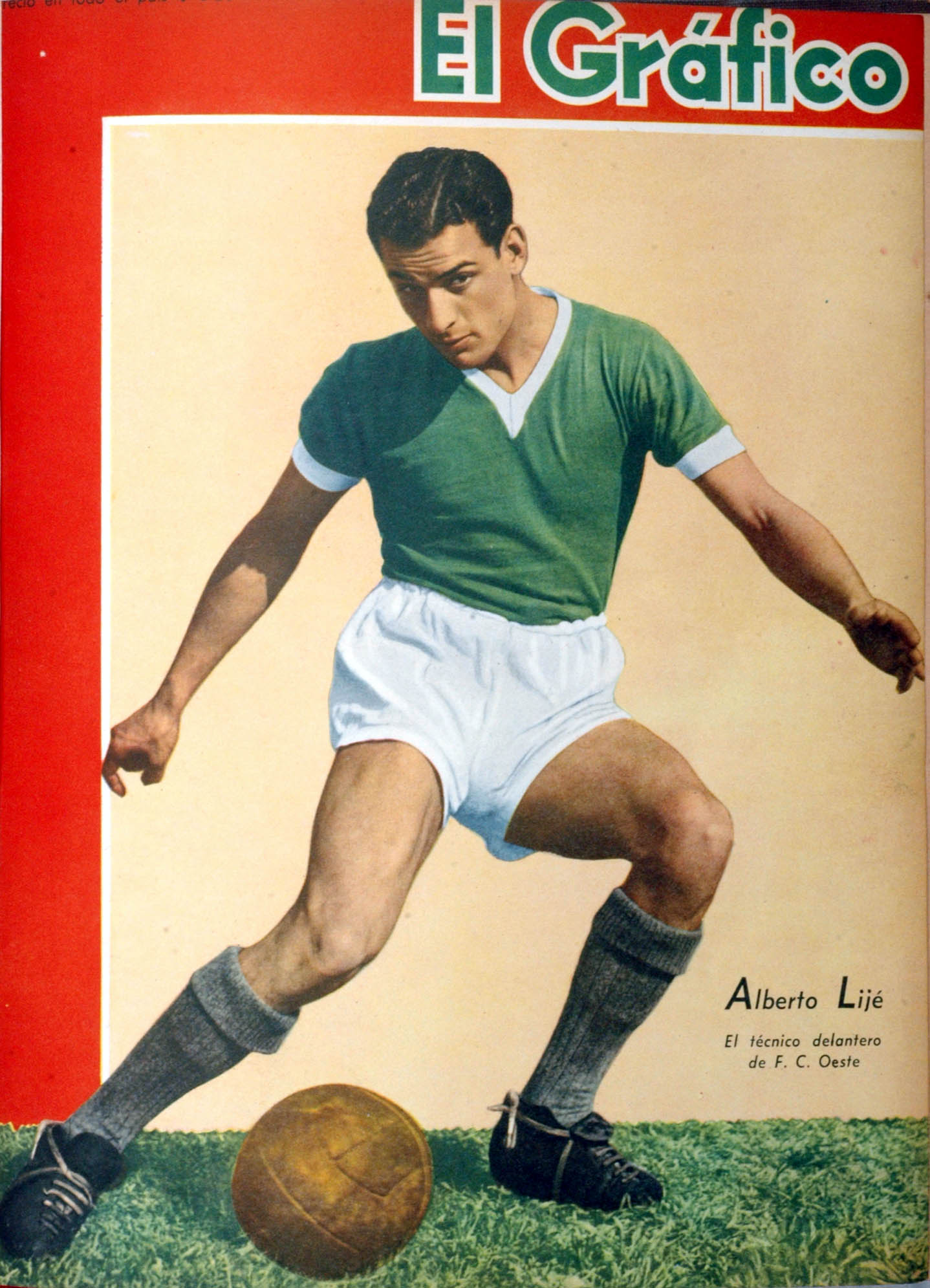
Alberto Lijé, delantero del equipo en 1943.

Otro jugador notable para el club era Delfín Benítez Cáceres, que jugó desde 1941 hasta su retiro en 1944, anotando 20 goles. Gandulla y Emeal volvieron al club ese mismo año después de su paso por Boca Juniors. A pesar de esto, Ferro tuvo un gradual declive a mediados de los años 1940. Luego de disputar dieciséis temporadas en la Primera División y con el regreso de Juan José Maril, el club no pudo evitar el descenso por primera vez en su historia en 1946. Ferro pasó durante dos temporadas en la Segunda División, finalizando 3.º en la primera y obteniendo el ascenso en la segunda. Su mejor posición en esta década fue un 9.º puesto en 1941.

### Grandes altibajos y desarrollo social

#### Años 1950

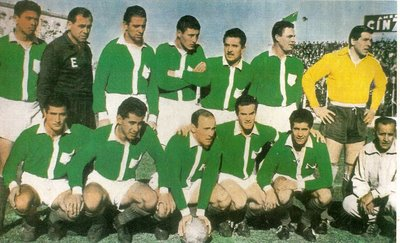
Plantel del equipo 1958.

En el ámbito institucional, gracias el control sobre el club que de hecho ejercía  Atilio Renzi, dirigente del Partido Justicialista y secretario privado de Eva Perón hincha de Ferro, se pudo incorporar el voleibol a su programa deportivo, con equipos tanto de hombres como de mujeres.
El equipo de fútbol se caracterizó principalmente por un juego ofensivo, lo que propició buenos resultados que garantizaron estabilidad en los diez primeros puestos de la clasificación de los campeonatos —sexto puesto en 1954 y séptimo en 1955—. La permanencia en Primera División duró hasta 1957, donde una mala campaña en la que finalizó en el último lugar causó el segundo descenso en la historia del club. Fue el primer equipo en descender bajo el sistema de promedios, en el cual se promediaban los puntos obtenidos dividido por dos.
La estancia en la Primera B duró un año, ya que el 29 de noviembre de 1958, tras derrotar 2-0 a Dock Sud, aseguró el primer lugar del campeonato. Posteriormente, en el campeonato de 1959 (ya en Primera División), tras una mala primera rueda, el equipo encadenó 16 partidos sin perder, lo que tuvo como resultado una remontada hasta el 4.º puesto, la posición más alta de Ferro en Primera División hasta ese momento.

#### Años 1960

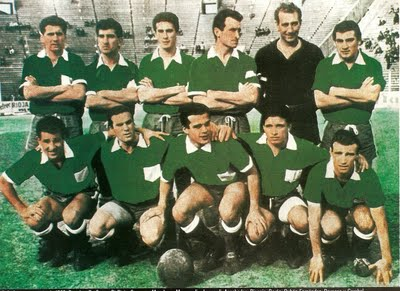
Una formación de Ferro Carril Oeste en 1963.

La sección de fútbol tuvo constantes altibajos, ya que a pesar del 4.º puesto de 1959, el club volvió a descender en 1962, y el ascenso fue inmediato, y posteriormente, Ferro nuevamente se ubicó 4.º en el campeonato de 1965, por detrás de Boca Juniors, River Plate y Vélez Sarsfield. En 1963, asume la presidencia el odontólogo Santiago Leyden.
Para la temporada de 1967 el interventor de la AFA, Valentín Suárez, dispuso una reforma estructural de los campeonatos. Se estableció la disputa de dos torneos por año, el Metropolitano, que era el certamen tradicional, aunque con un cambio de modalidad, dado que se jugaba en dos zonas con instancias finales; y el Nacional, en el que se incorporaban equipos del interior del país indirectamente afiliados, que clasificaban a través del Torneo Regional y que se competía a una sola rueda de todos contra todos. Al año siguiente, Ferro descendió nuevamente a la Primera B. 

#### Años 1970
En 1970, Ferro obtiene su cuarto título de la segunda categoría, y tras ascender en 1971, tuvo una buena actuación en el Campeonato Nacional 1971, en el que finalizó sexto, y además, el 3 de marzo de 1974, goleó a Vélez Sarsfield por 5-1, siendo esta la máxima goleada a favor en el clásico del oeste.
Para 1972, la cantidad de socios fue incrementada a 17 229, como así fueron inaugurados el Gimnasio Héctor Etchart —pabellón de la sección de baloncesto y la sección de judo. Durante esos años, se destacó Gerónimo Saccardi, más conocido por su apodo «Cacho», mediocampista que jugó en el club de 1969 a 1983, y que además en el año 1974, el club utilizó un inusual uniforme de color naranja. Ese mismo año, en el Campeonato Nacional 1974, el club alcanzó la fase final tras superar la fase de grupos, donde finalmente Ferro se ubicó sexto. Luego de actuaciones regulares, el Campeonato Metropolitano de 1977 vio a Ferro descender nuevamente a la Primera B, donde obtuvo nuevamente un título de dicha división.

### La época de oro

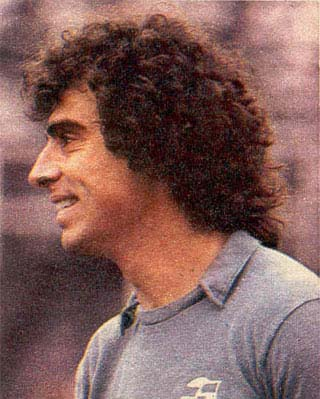
Carlos Barisio se mantuvo 1075 minutos sin recibir un gol, estableciendo un récord en el fútbol argentino.

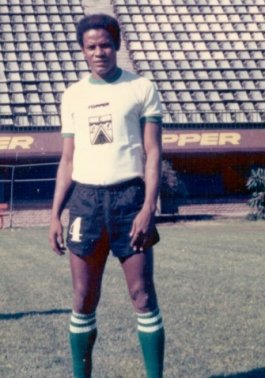
El futbolista brasileño Rodrigues Neto jugó en Ferro Carril Oeste en el período 1978-1981

En 1979, Carlos Griguol fue contratado como entrenador. Durante su conducción técnica, Ferro Carril Oeste tuvo su mayor período de éxito en su historia. En el año 1981, Ferro concluyó con un «doble subcampeonato», tras ser segundo tanto en el Campeonato Nacional como Metropolitano. Ese mismo año, el arquero Carlos Barisio estableció un récord en el fútbol argentino al estar diez partidos sin recibir un gol, más exactamente 1075 minutos, un récord aún vigente en la actualidad.
Ya al año siguiente, el club se coronó campeón del Campeonato Nacional de 1982, tras derrotar en las finales 2-0 a Quilmes. En dicho campeonato, se mantuvo invicto en 22 partidos, sin ninguna derrota, convirtiéndose en el segundo club en el profesionalismo en conseguir este logro. En su plantel, se encontraban jugadores como Gerónimo Saccardi, Juan Domingo Rocchia y Claudio Crocco. Tras la consagración, Griguol declaraba:

Esto es la consecuencia de un plan serio y responsable. Cuando terminó el Nacional 81 pensé que íbamos a estar en el 82 otra vez peleando el título y no me equivoqué. Si mantuvimos el mismo trabajo, la misma gente y la misma dedicación, no podíamos otra cosa que mejorar
Carlos Timoteo Griguol, 1982

El título de «Campeón Nacional» le otorgó una plaza para disputar la Copa Libertadores 1983, el cual disputó paralelamente con el Campeonato Nacional. En su grupo de Copa Libertadores, finalizó cuarto con 5 puntos, quedando eliminado rápidamente; y fue eliminado en octavos de final del Nacional; en cambio, accedió a podio de dicho el campeonato Metropolitano, finalizando 3.º. En 1984, Ferro superó la fase de grupos y alcanzó nuevamente la final tras eliminar progresivamente a Huracán, Independiente y Talleres. Pese a que ya no contaba con varios jugadores campeones en 1982, el 30 de mayo de 1984, Ferro Carril Oeste se consagró campeón nacional por segunda vez al derrotar 3-0 a River Plate, y con el triunfo 0-1 en la ida, redondeó un resultado global de 4-0. Estuvo cerca de obtener el «doblete», luchando mano a mano con Argentinos Juniors por el primer puesto del Campeonato Metropolitano de 1984, quedando finalmente subcampeón tras empatar el último partido 1-1 ante Estudiantes de La Plata. Ferro disputó por segunda vez la Copa Libertadores de América, pero nuevamente quedó eliminado en la primera fase, tras perder un desempate ante Argentinos Juniors, ya que ambos habían igualado en cantidad de puntos por el primer puesto del grupo.
En 1985, la AFA decidió realizar una reestructuración profunda de los certámenes, que incluyó: la eliminación del Torneo Nacional, la disputa de un único certamen por temporada con calendario europeo –de agosto a junio– y la incorporación de manera definitiva de los equipos del interior, indirectamente afiliados a AFA, al sistema de competiciones –ascendiendo y descendiendo de categoría– mediante la creación de una nueva segunda división, el Nacional B. Las campañas en la segunda mitad de los años 1980 fueron regulares, donde a excepción del campeonato 1988-89, siempre se ubicó entre los diez primeros. En 1987, Carlos Griguol dimitió su cargo.

#### Esplendor institucional

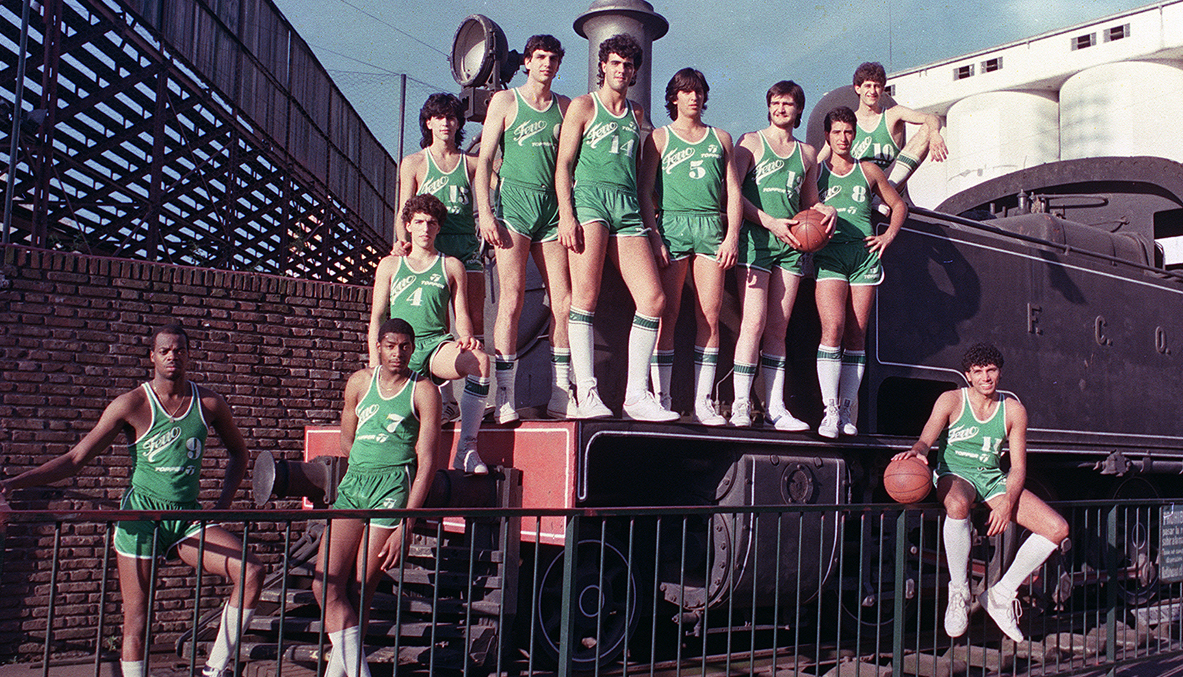
Equipo de baloncesto del club, campeón de la primera Liga Nacional de 1985.

La presidencia de Santiago Leyden logró que el club lograra tener un papel predominante en una amplia variedad del deporte argentino en general, pero especialmente en fútbol y baloncesto.
Su gestión asentó las bases para empezar a obtener diversos logros deportivos, con más de 100 títulos nacionales, sudamericanos, panamericanos y mundiales, sumando todas las disciplinas entre las que se destacaron el atletismo, balonmano, natación —varios récords argentinos y títulos metropolitanos por clubes— y el voleibol, en el que dominó las competiciones metropolitanas de Primera División y de la Copa Morgan.
La situación de la institución en los años ochenta hizo que Ferro fuese descrito como un «Club modelo», con amplio prestigio social, y un pico de hasta cincuenta mil socios hacia 1987. Las instalaciones deportivas del club fueron remodeladas. Fue destacado por la UNESCO en el año 1988, en reconocimiento a su esplendor institucional en el ámbito social, cultural y al desarrollo deportivo, siendo uno de los dos clubes del mundo junto al Milán en tener este reconocimiento.
La sección de baloncesto, —deporte conocido como básquet en Argentina— comenzó con grandes actuaciones luego de que en 1976 asumiese León Najnudel como entrenador. Entre los logros, se destacan dos campeonatos sudamericanos, conseguidos de manera seguida (1981 y 1982). Como campeón sudamericano, participó en la Copa Intercontinental FIBA, el torneo de clubes más prestigioso del mundo a nivel de clubes, en 1981, finalizando quinto. Fue uno de los miembros fundadores de la primera Liga Nacional de Básquet en 1985, siendo su primer campeón y defendiendo el título en 1986. Ese mismo año, fue subcampeón del campeonato sudamericano y subcampeón de la Copa Intercontinental, realizada en Buenos Aires, perdiendo por 84-78 la final ante el Žalgiris Kaunas. Ferro obtuvo su tercer y hasta ahora último título de la Liga Nacional en 1989 derrotando 3-2 la final a Atenas de Córdoba.
Se puede destacar en esta época dorada para el Club Ferro la participación de Carlos Alberto Migliori, el cual fue fundamental para que dicha época sea exitosa.

### Declive y crisis
La AFA, para la temporada 1990/91, realizó otra modificación de los torneos, y estableció que los mismos se dividieran en certámenes independientes en cada una de las ruedas (Apertura y Clausura), con una final entre los ganadores de cada una de ellas para establecer al campeón. Griguol había asumido en 1988 por segunda vez como entrenador, realizando actuaciones buenas, finalizando sexto en 1990 y cuarto en el Torneo Apertura 1992. Sin embargo, tras la ida de Griguol, el club inició un progresivo declive, que sumó a una delicada situación financiera. Ferro pasó gran parte de la década de 1990 en la parte inferior de la tabla. Como dato estadístico, estuvo 875 minutos (casi diez partidos) sin convertir goles en primera división en 1999, lo cual hoy es un récord negativo en el fútbol argentino. 
Institucionalmente en crisis económica, para dedicar más esfuerzos al fútbol, se le fueron reduciendo presupuesto a algunas secciones, lo cual causó malos resultados, entre ellos, descensos de categorías en baloncesto y voleibol. Los magros resultados futbolísticos lo complicaron con los promedios —el cual fue progresivamente bajando— y por consiguiente, con el descenso, que se concretó finalmente a principios de la siguiente década. Mucha gente se acercó a ayudar a la institución como el ídolo indiscutido Gerónimo Saccardi y el exjugador Oscar Garré. Así como también el expresidente Santiago Leyden. 
Algunos de los jugadores más famosos o reconocidos de Ferro en la primera División de los noventa fueron el "Ratón" Ayala, "Mono" Burgos, Víctor López, Diego Bustos, Fabián Cancelarich,  el "Ciruelo" Piaggio, Gustavo Reggi, Mario Pobersnik, Jorge Cordon, Sergio Mandrini, Itabel, Miguel Ángel Vargas, Herrera, Óscar Ferro, Schneider, Facundo Sava o Sergio Vázquez.
Para tratar de salvar al club, nuevamente Santiago Leyden asumió la presidencia, sin embargo, renunció a los pocos meses argumentando «No puedo administrar miseria». En 2000, año del descenso a la Primera B Nacional fueron reportados USD 16 millones de pasivo financiero.
Posteriormente, hubo una convocatoria de acreedores, y la posterior declaración de quiebra en diciembre de 2002, por lo que intervino un Órgano Fiduciario en carácter de administrador de bienes desde 2003 al presente. Esta gesta causó un escándalo mediático por supuestas licitaciones a medida (2003) y una frustrante privatización del plantel de fútbol profesional (2002 a 2005). A pesar de varias ventas de jugadores valiosos surgidos de las inferiores del club al fútbol exterior y al de primera división local, aún no se ha reducido la deuda económica que mantiene en riesgo al patrimonio activo del Club.

### SigloXXI
En 2002, fue declarada oficialmente la quiebra del club bajo la Ley 25.284 del Régimen Especial de Administración de las Entidades Deportivas con Dificultades Económicas. Fideicomiso de Administración con Control Judicial. 
No obstante, tras la homologación del Juez interviniente, la comisión directiva llegaría a un acuerdo con Gustavo Mascardi, empresario hincha de Ferro, dueño de Gerenciar S.A, donde Mascardi acordó financiar el fútbol del club.
Ante el descalabro administrativo, al descenso en 2000 de Primera División a la Primera B Nacional le siguió otro descenso inmediato a la Primera B Metropolitana; el punto más bajo en la historia del club de Caballito; 
Ferro disputaría 2 temporadas en dicha divisional y en ambas alcanzaría el primer puesto. La temporada 2001/02 la ganaría de punta a punta pero un absurdo organizativo de la AFA obligaría a disputar una final contra el ganador de una liguilla, el Deportivo Español quien se adjudicaría el ascenso por diferencia de 1 gol. La temporada 2002/03 de la Primera B Metropolitana se disputó con el sistema de Torneos Apertura y Clausura, donde Ferro se coronó ganador en ambos torneos, aun así debió disputar un «Torneo reducido», donde se consagró campeón del torneo en el estadio del Deportivo Armenio goleando al equipo local por 4 a 0 ante 10 000 hinchas verdolagas que agotaron las entradas en Ingeniero Maschwitz, de este modo logró el ascenso a la Primera B Nacional pero siempre con la mente en Primera. 
Bajo el proceso de quiebra y con la administración del club por representantes de la justicia que posteriormente serían procesados por mala administración, a Ferro le será difícil alcanzar grandes actuaciones, el presupuesto acotado solo le permite competir con clubes del Interior de alto presupuesto incorporando a préstamo jugadores de dudosa calidad, deambulando por mitad de tabla y estableciéndose como prioridad mantener un buen promedio; incluso en la temporada 2006/07 debió revalidar la categoría ante Estudiantes de Buenos Aires (conservó su plaza gracias a la ventaja deportiva, luego de igualar 0-0 y 1-1 en los dos partidos).
En basquetbol, Ferro descendió de la Liga Nacional de Básquet por primera vez en 2004 al Torneo Nacional de Ascenso (TNA). La delicada situación institucional hizo que el club prácticamente tuviese que abandonar la sección, descendiendo progresivamente hasta la quinta categoría del básquetbol argentino para un equipo de la Ciudad de Buenos Aires: la Primera B de Capital Federal. Posteriormente, estuvo en un período de inactividad.

#### Período 2011-2021

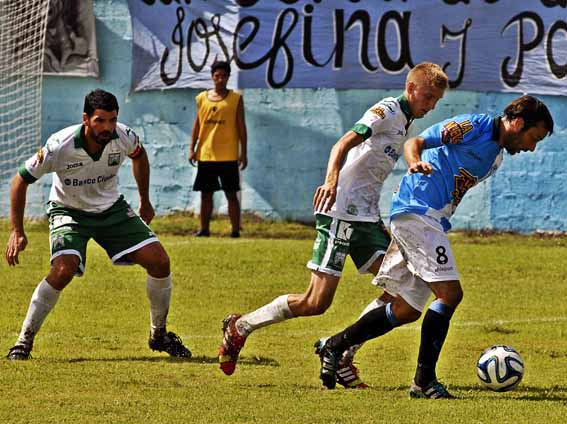
Ferro Carril Oeste jugando ante Villa San Carlos por la Primera B Nacional en la temporada 2013-14

Desde el ascenso en 2003, una de sus mejores performances la logró en la temporada 2011-12, que contó con un alto dramatismo y competitividad ya que participaron de esa edición equipos históricos de Primera división como River Plate, Rosario Central, Gimnasia y Esgrima La Plata, Chacarita Juniors, Quilmes y Huracán. En ese torneo, Ferro obtuvo el 7.º lugar, con 56 puntos.
El 18 de octubre de 2014, con el apoyo de miles de socios e hinchas, Ferro logra levantar oficialmente el estado de Quiebra decretado por la Justicia Argentina, regresando la administración del club nuevamente en sus socios luego de largos 12 años.
Luego de disputar las semifinales del TNA por el ascenso a la Liga Nacional y tras arduas negociaciones, con el Club Ciclista Juninense, lograron intercambiar sus plazas, logrando Ferro volver a disputar la máxima competición de baloncesto en Argentina tras 11 temporadas.
En el ciclo 2015, Ferro logró una gran actuación desde que compite en el Nacional B, alcanzando la 3.ª posición con grandes rachas de triunfos seguidos como local. Sin embargo, perdió 4-2 en el marcador global ante Santamarina la semifinal del torneo reducido —que otorgaba un ascenso para su ganador—.
Después de disputar varias temporadas discretas en las cuales no peleó siquiera por ingresar al torneo reducido, para la temporada 2021 arriba al club el empresario Cristian Bragarnik para mejorar el plantel de fútbol profesional, sin que esto signifique un gerenciamiento del club.
En esta temporada Ferro vuelve a ser protagonista del torneo quedando segundo en su zona, clasificando así a los cuartos de final del torneo reducido. Vence con gran categoría a San Martín de Tucumán de visitante por 1-3 y perdiendo de local 0-1, ganando un lugar en las semifinales. El rival era Quilmes y el primer partido se disputó en cancha de oeste, fue 1-1 de local con un gol de rebote del capitán, Hernán Grana. El partido de vuelta se jugó en el Centenario, perdiendo injustamente 1-0 con un penal que no fue tal en el minuto 76, por lo que otra ilusión quedaba rota y se sumaba un año más sin estar en la máxima categoría del fútbol argentino. El árbitro de ese partido fue Nicolás Lamolina, y pidió disculpas por haber pitado un penal que no fue.

#### Período 2022-Actualidad
Para la temporada 2022 el formato del torneo cambió y se agruparon a los 37 equipos de la categoría en una misma rueda todos contra todos, y para este punto el club ya había perdido a la dupla técnica que había alcanzado las semifinales en el campeonato pasado (perdiendo el partido de vuelta contra quilmes por 1-0). El Verdolaga comenzó el campeonato bajo las órdenes de Manuel Fernández, quién tuvo una pobre etapa en el club, cosechando solamente 7 puntos, producto de una victoria, tres empates y tres derrotas. Lo reemplazaron el grupo de dirección técnica de Tobías Kohan y Juan Branda. Kohan y Branda realizaron una campaña muy irregular (9V, 4E, 9D), lograron avanzar hasta los 16.os de final de la Copa Argentina 2022, donde Boca Juniors derrotó al "Verde", por 1 a 0. El comando del grupo, tuvo fin a principios de septiembre luego de tres derrotas consecutivas. 
A falta de 5 partidos, la dirección técnica estuvo a cargo de Luciano Guiñazú en carácter de interinato. Ferro quedó en la decimosexta posición sin clasificar al reducido ni a la Copa Argentina. Terminado el torneo, se anuncia la contratación de Juan Manuel Sara para la dirección técnica del fútbol profesional en la temporada 2023. El mismo es confeso hincha del club y jugó algunos partidos con la camiseta del verde. Sin embargo, la pasión no acompañó a los resultados: un triunfo, tres empates y cuatro derrotas fueron suficientes para que abandone su cargo en el club de Caballito.
Asumió en su lugar, como técnico interino, Jorge Cordon quien ya había sido entrenador en más de una oportunidad. A pesar de la búsqueda de otros técnicos, Cordon fue oficializado como técnico de Ferro hasta abril de 2024.

## Rivalidades

### Clásico histórico
El clásico rival de Ferro es el Club Atlético Vélez Sarsfield, con quien disputa el clásico del oeste. El derbi se disputó en 155 ocasiones, el verdolaga ganó 48 partidos mientras que el fortín triunfó 61 veces; 46 encuentros terminaron en empate. en todos esos clásicos se destacan partidos como cuando perdió con un aplastante 6-1 a favor de Vélez Sarsfield. con la curiosidad de que 3 de esos 6 goles fueron del arquero de Vélez Sarsfield, José Luis Chilavert.

#### Historial estadístico de los clásicos
Se toman en cuenta todos los partidos oficiales reconocidos por AFA (torneos locales amateurs y profesionales)
Actualizado al 13 de Julio de 2019.
| Rival           | PJ  | PG | PE | PP | GF  | GC  | DIF |
| --------------- | --- | -- | -- | -- | --- | --- | --- |
| Vélez Sarsfield | 155 | 48 | 46 | 61 | 196 | 244 | -13 |

El primer encuentro se jugó en la era amateur, el 6 de junio de 1920, con resultado a favor de Vélez Sarsfield en condición de visitante por 5:0. En la década de 2000 se jugó un solo cotejo, en el Torneo Clausura, con victoria para Vélez por 1:0 como visitante en el estadio Arquitecto Ricardo Etcheverri. Este fue el último partido que se jugó en la historia, ya que luego de ese torneo el Club Ferro Carril Oeste descendió de categoría y aún no ha podido retornar a la Primera División del fútbol argentino. Sin embargo, la fuerte rivalidad, que hasta trascendió lo deportivo y fue también ideológica (por la adhesión de Vélez Sarsfield al peronismo, y de Ferro al radicalismo) se mantiene intacta; incluso se han disputados encuentros en otras disciplinas donde el evento terminó con incidentes por enfrentamientos entre las parcialidades.

### Otras Rivalidades
Otras rivalidades de Ferro son Platense, Atlanta, Huracán y San Lorenzo.

## Presidentes
| N.°  | Presidente         | Mandatos    |
| ---- | ------------------ | ----------- |
| 1.º  | William Beeston    | 1904 - 1904 |
| 2.°  | John Hardy         | 1905        |
| 3.°  | Eduardo Bouchez    | 1906 - 1909 |
| 4.°  | Eduardo Robson     | 1910        |
| 5.°  | Eduardo Bouchez    | 1911 - 1913 |
| 6.°  | James Ángel        | 1914 - 1919 |
| 7.°  | Emilio Languasco   | 1920 - 1921 |
| 8.°  | Rodolfo Legerén    | 1922 - 1928 |
| 9.°  | Ponciano Souto     | 1929 - 1930 |
| 10.° | Rómulo Gallegos    | 1931        |
| 11.° | John Parsons       | 1932 - 1932 |
| 12.° | Rodolfo Legerén    | 1933        |
| 13.° | John Parsons       | 1934 - 1934 |
| 14.° | Emilio Languasco   | 1935 - 1936 |
| 15.° | Rodolfo Legerén    | 1937        |
| 16.° | Adolfo Rozas       | 1938 - 1939 |
| 17.° | Arístides Campo    | 1940 - 1942 |
| 18.° | Martín Casey       | 1943 - 1944 |
| 19.° | Roberto Oderigo    | 1945 - 1947 |
| 20.° | Miguel Iezzi       | 1947        |
| 21.° | Fernando Vannelli  | 1948 - 1952 |
| 22.° | Francisco Codegla  | 1953 - 1954 |
| 23.° | José Bousquet      | 1955 - 1956 |
| 24.° | Adolfo Rozas       | 1957 - 1963 |
| 25.° | Santiago Leyden    | 1964 - 1993 |
| 26.° | Felipe Evangelista | 1993 - 1996 |
| 27.° | Marcelo Corso      | 1996 - 1999 |
| 28.° | Santiago Leyden    | 1999 - 2000 |
| 29.° | Arnoldo Bondar     | 2000 - 2001 |
| 30.° | Guillermo Socino   | 2001 - 2002 |
| 31.° | Walter Porta       | 2002        |
| 32.° | Órgano Fiduciario  | 2003 - 2014 |
| 33.° | Daniel Pandolfi    | 2014 - 2023 |
| 34.° | Guillermo Bameule  | 2023 - ...  |

## Hinchada
La hinchada de Ferro fue una de las primeras y más respetadas de todas durante los años 80s, no tenía un nombre oficial, pero era muy numerosa y muy animadora. En los años 90 todo cambió, ya que el país entró en crisis y la gente dejó de asistir en gran cantidad a los partidos de fútbol durante esa época. Entrados los años 2000 tampoco había gran concurrencia pero había muchos grupos que conformaban una hinchada, la cual se llamó "Los Eternos", no era una muy buena hinchada pese a que Ferro en la B Metropolitana llevaba muchísima gente, sobre todo de visitante, dejando varias veces gente afuera por superar la capacidad de los estadios. Luego de un par de duras internas, cambió el liderazgo de la hinchada y "Los Eternos" se disvolvieron, y la barra brava empezó a ser más organizada, con nueva gente y tomó el nombre de "La Banda 100% Caballito", se consguieron banderas, estandartes, y sombrillas, la concurrencia aumentó, se hicieron nuevas canciones, etc. En el año 2014 por internas de la barra, "La Banda 100% Caballito", le entregó el mando de la hinchada a "La Banda de mi Barrio" que actualmente es la Barra Oficial y todavía concurre al estadio.

### Canciones de la Hinchada
La hinchada de Ferro está caracterizada por su originalidad en cuanto a las canciones que se entonan durante los eventos deportivos en los cuales participa el club. Es considerada junto a Club Atlético San Lorenzo de Almagro y Club Atlético All Boys como una de las hinchadas más originales en el área limítrofe.

## Escudo
El escudo del club, emblema por excelencia, es el oficial a partir de su aprobación y adopción por la comisión directiva en una reunión del 28 de septiembre de 1928.
Hay varias versiones del escudo de Ferro, que fueron modificadas pero ninguna oficialmente. Se pueden ver varios tipos de escudos, con varias diferencias entre sí, es por esto que en el año 2010 y por iniciativa de la Comisión Coordinadora (agrupación que representó a todos los sectores del club, surgida en una reunión de socios multitudinaria y para controlar el accionar del Órgano Fiduciario), se hizo una elección del escudo entre socios, hinchas y simpatizantes del club, para elegir un escudo oficial y darle una mejor identidad al club. La elección fue realizada a través de la página oficial del club, stand localizados especialmente en los días de partido de la primera división de fútbol en la cancha y en la oficina de socios en la Sede Social del Club. La elección fue entre 4 escudos que marcaron la historia del Club. El primero trataba sobre el escudo modernizado en el siglo XXI, que resultó como ganador con gran diferencia del resto. El segundo trataba sobre el escudo utilizado en la década del 30'. El tercero era el escudo que tenía inicio en los primeros años del club como institución y el cuarto y último, sobre el escudo utilizado en los documentos del Club Ferro Carril Oeste. La elección comenzó un 20 de noviembre de 2010 y finalizó el 4 de diciembre del mismo año. En la encuesta participaron unas 764 personas, de las cuales votaron al Escudo n.º 1, con el 54,97 %, entre las cuatro propuestas previamente seleccionadas.
El emblema tiene el contorno de un escudo francés moderno. En la parte superior central se encuentra una letra "C" en representación de la palabra "Club", bajo esta se ve una almena color verde, en representación a la Sede del club que tiene la misma forma, a la izquierda-centro del escudo vemos una "F" (de Ferro) y a la misma altura pero a la derecha, una "C" (distinta de la anterior) (de Carril) y entre los vértices redondeados del escudo emergen dos triángulos color verde que unen su vértice superior antes de llegar a la almena antes mencionada; se cree que estos triángulos representan la trompa de una locomotora. Dentro de éstos hay otro triángulo, con más superficie y relleno, color verde, y dentro del mismo encontramos, finalmente, una "O", de "Oeste".
Cabe destacar que las letras son góticas antiguas. Originalmente la letra "O" era de color blanca, con la modernización del escudo pasó a ser de color negra, del mismo color que las otras tres letras restantes.
Posteriormente y a afectos de unificar los emblemas del Club, la Subcomisión de marketing elaboró un detallado manual para la utilización del escudo y tipografías en toda la documentación pública del Club y para que los medios también respeten el escudo representativo.

## Colores
La calle Caballito, hoy Martín de Gainza, fue así el rostro de los 95 voluntades que hicieron el esfuerzo y que querían reunirse y no tenían donde hacerlo. Surgieron entonces inquietudes deportivas donde el fútbol tendría amplio desarrollo. Como la institución no tenía aún color que lo identificara, los equipos formados en aquellos tiempos y hasta 1908 usaron una camisa blanca con franja oblicua roja y con un corazón rojo sobre el bolsillo y las siglas FCO en blanco. Luego durante el año 1907, la cambiaron por unas camisetas de jersey color borravino a bastones más claros con puños y cuellos celestes inspirados en el Club Aston Villa de Inglaterra, donación hecha por la tripulación de un barco inglés que jugó un partido amistoso con Ferro Carril Oeste.
En 1912 hubo una racha adversa del equipo y por iniciativa del señor Emilio Languasco, secretario de la institución, se resolvió cambiar las casacas en uso por otras de color verde, como esperanza de mejor futuro y, a su vez, el verde era el color que predominaba en el barrio de Caballito por ser una zona de quintas con muchas verduras. Hay quienes piensan que el color verde se debe a la bandera del Ferrocarril y otros historiadores que fundamentan el color verde en la colonia irlandesa en el barrio Caballito, con Colegios de ese origen cercana a Plaza irlanda.

## Camiseta

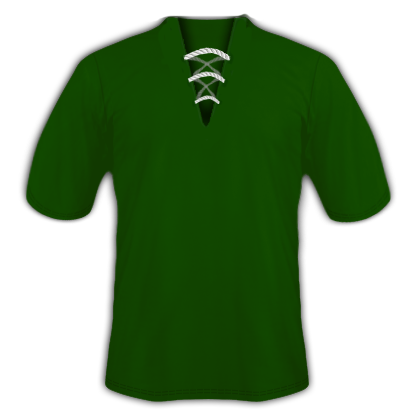
Camiseta de 1914.

(La camiseta surgió por una idea de Valentín Delfaud)
Si bien es el color verde de hoy el que se adoptó finalmente como distintivo -por ser una zona donde predominaba la existencia de plantaciones de árboles y verduras, aunque otras versiones dicen que es por la bandera de paso del Ferrocarril- no lo fue desde un principio. Lo cierto es que la primera fue una camiseta blanca con botones que llevaba en el bolsillo izquierdo un escudo colorado en forma acorazonada, con la inscripción «Club F.C. Oeste» bordada en blanco. Esta prenda no terminó de conformar y en 1907 se decidió -tras jugar un amistoso contra un grupo de marineros británicos- adoptar la camiseta de un equipo de ese país, el Aston Villa de Birmingham, color borravino con mangas celestes, completándose el atuendo con pantalón blanco y medias negras.
Finalmente el verde se impuso en la vestimenta por decisión del dirigente Emilio Languasco, que buscaba revertir la racha negativa de la temporada 1911. Increíblemente, el cambio de color dio resultados y Ferro obtuvo el ascenso a Primera División en 1912, tras vencer a Racing Club «A» por 1 a 0 en la Final de la División Intermedia, con gol de Juan Bautista Pini. Por supuesto, ya era verde la camiseta cuando Santiago Sayanes se dio el gusto de ser el primer verdolaga en integrar la Selección Argentina, un 15 de agosto de 1916, cuando Argentina venció a Uruguay por 3-1. Por eso todavía hoy todos los equipos del Club utilizan el verde como estandarte oficial.
Sin embargo vale remarcar que hubo algunos modelos curiosos, como en 1933, cuando se utilizó una remera blanca con una «V» verde en el pecho. Es particularmente recordada la del equipo de 1953, cuando el mítico José Manuel Moreno lucía la casaca dividida en cuatro partes en rombos, dos verdes y dos blancas. Y una década más tarde se utilizó una camiseta a rayas horizontales verdes y blancas, al estilo del Celtic Glasgow escocés (1966). Ya en los años setenta, se empleó una indumentaria naranja, en homenaje a la recordada selección de los Países Bajos, subcampeona mundial (1974). En la cancha de Newell's, en la primera jornada de la ronda final del Nacional A del 74, Ferro sorprendió a todos porque le ganó al casi imbatible Central de Mario Kempes por 3-2. El último gol fue una palomita del monumental Gerónimo Saccardi que hoy todavía emociona. Además, porque jugó con la camiseta naranja que tenía un caballito negro en el pecho, pantalón negro y medias naranjas. Eran los neerlandeses en Rosario...
En los noventa surgieron los patrocinadores en las casacas, pero la mayor novedad vendría de parte de ciertos diseños. Los últimos años trajeron colores inéditos, como el amarillo (1995), violeta (1998), gris (2002), negro (2004) y crema (2023), además de un breve retorno al estilo Aston Villa (2000), todos conjuntos con variada aceptación popular. Por eso generalmente prevalecen los diseños con el verde como color identitario.

### Marcas de indumentaria o equipamiento
A lo largo de su historia Ferro tuvo diversas marcas fabricantes. La década del 70 trajo consigo muchos cambios, pero hubo un rubro donde las modificaciones estuvieron presentes en forma sistemática y fue en la indumentaria deportiva. Se innovó en el uso de los colores junto con el auge de algunos deportes como el tenis que posibilitaron el surgimiento de varias marcas de ropa deportivas, una que vistió a Ferro y de paso fugaz fue la Marca Athleta, esta apareció a mediados de aquella década y hacia 1977 hizo su desembarco en el fútbol de primera división vistiendo a varios equipos: Racing, Ferro, Chacarita y Atlanta. La marca Athleta diseñó para Oeste una camiseta blanca con la palabra FERRO en el pecho, combinando con pantalón negro y medias blancas con vivos verdes. Su logo era singular (un atleta, obvio) en aérea posición, estirando sus extremidades. El más significativo para Ferro fue, sin dudas, la marca Topper, quien vistió al club en todas sus disciplinas desde 1980 hasta 1996, logrando más de 100 títulos con esta marca, es uno de los vínculos más importantes de Fútbol argentino; en el año 2009 los socios del Club intentaron volver con la marca brasileña pero se negaron debido a que habían gastado mucho dinero en su nuevo cambio de logo.
Dentro de los diseños de Topper el más significativo y recordado fue el de los 80, una camiseta verde con el escudo grande en el pecho, aunque esta modalidad la venía usando desde los 70, Topper no interfirió en el estilo de Ferro que fue copiado por muchos clubes como el Lanús y Vélez Sarsfield, luego diseñó una camiseta a bastones verdes, uno más claro y otro más oscuro y hubo muchas camisetas distintas de esta marca en todos los deportes. Al irse Topper se firmó un acuerdo con la marca Umbro que solos sacó un diseño con un verde clarito normal. Luego de Umbro el club firmó un contrato con la empresa New Balance la cual diseñó camisetas muy lindas y muy bien aceptadas por la gente, y diseñó una en particular de color violeta, que entre otros partidos se usó para un clásico del oeste en 1998 contra Vélez Sarsfield en el cual Ferro ganó por 2 - 1 y por esto se aceptó y usó a lo largo de ese año, también hubo camisetas verdes con vivos en los hombros y mangas de color violeta junto a pantalones blancos con detalles violetas y verdes, colores que son complementarios. 
Al desvincularse a New Balance en el año 2000 quién firmó contrato con Ferro fue Sport 2000, que lo vestió una temporada en primera, con un diseño muy parecido a las New Balance y al descender a la B Nacional la marca sacó un modelo parecido al de los 80 con el escudo grande en el pecho, solo que esta contaba con una franja cruzada al medio de color verde más oscuro similar al modelo común de Boca Juniors o Gimnasia de La Plata; a su vez sacó un modelo histórico con los colores de las primeras épocas de Ferro, similar a la del Aston Villa borravino y vivos celestes, combinando pantalones y medias también de color celeste.  
Ferro volvió a descender, esta vez a la Primera B Metropolitana y se rompió el vínculo con Sport 2000 y el que tomó las riendas esta vez fue la marca Mebal que rediseñó una camiseta verde clarito sin patrocinadores y con pequeñas líneas blancas, luego una similar verde con un emblema oval recordando los campeonatos de los 80, la suplente era gris con vivos verdes en cuellos y puños. Ferro logró el ascenso a la B Nacional en el 2003 y firmó contrato con la empresa Reusch, quién la vistió hasta la mitad del 2010. Las camisetas de la marca alemana fueron las más polémicas de todas, especialmente porque hicieron tres escudos diferentes (caso insólito en el fútbol) y los tres estaban mal confeccionados, hicieron camisetas naranjas con vivos blancos, negras con vivos naranjas, originales verde claro y regresó al verde oscuro. Rediseñó una camiseta de los 50 al estilo Celtic de Escocia con franjas verdes y blancas, que fue el único modelo bien aceptado por la gente y el cual se vendió en gran cantidad, pese a tener el escudo mal hecho.
A mitad del año 2010, el club firmó contrato con la empresa italiana Kappa, el cual sigue vigente hasta el 2013, diseñaron una camiseta con la tonalidad de verde adecuada pero con el escudo mal confeccionado... pese al reclamo de los socios que ya estaban hartos de la situación. Kappa dejó de fabricar las prendas para volver a reeditarlas con el escudo correcto.
Para la temporada 2012/2013 de la «B» Nacional, la nueva camiseta verdolaga diseñada por Kappa en conjunto con el club, posee un escudo diseñado especialmente como homenaje por el 30° Aniversario de la obtención del Torneo Nacional 1982, de forma invicta. Entre 2013 y 2015 usó la indumentaria española Joma por la empresa JMC Group tras la venta de la italiana Kappa a Distrinando.
A finales de 2015 empezó a usar la indumentaria KDY creada por el antiguo dueño de Olan, Enrique Vilouta. Son tres camisetas la titular es verde con mitad y rayas finas verticales oscuras, la suplente es blanca con franja verde a la derecha y la tercera negra. En la temporada 2016/17 la camiseta titular verde con el escudo en marca de agua, la alternativa blanca y la tercera violeta. 
En 2017 pasó a vestir la indumentaria Signia, las camisetas titular y suplente lucen el escudo gigante como en los años 80. Rescindió al finalizar la temporada 2017-18.
En 2018 firmó un contrato con Givova, la indumentaria italiana que llegó a la Argentina de la mano de Federico Álvarez Castillo, dueño de Etiqueta Negra, Gola y Múnich.
En 2019 se rompió el contrato de Givova, firmó con Sport Lyon hasta 2026.

### Patrocinadores
El primer auspiciante en la camiseta de Ferro fue Gel Sport en el año 1990, ingresando así en el negocio de las menciones publicitarias en camisetas de clubes de primera división, que comenzaran a generalizarse en 1983. Luego pasó por publicidades como Glucoyork, X-28, Medicorp, San José AFJP, Esco, Banco Patricios, la multinacional láctea italiana Parmalat, Pinturerías Rex, en las temporadas 2009/10 tuvo una camiseta polémica y recargada de publicidades, la más contundente era la de La Nueva Seguros en formato rombo, muy criticada ya que ocupaba gran parte de la camiseta y sus colores bloqueaban la imagen del Verde/Blanco de la institución, también se agregó la Disco de Moda de Pinamar KU con subsidiarias en el Gran Buenos Aires (marca cuyo dueño es hincha y socio de Ferro), Ferrar Química, UTEDYC, Shopping Caballito y Chevallier.
Para la Temporada 2011/12, el diseño de Kappa logra un color verde más aceptado por los hinchas de Ferro, se ha renovado la presencia de publicidades, en color Blanco, siendo la principal Constructora Colángelo de la región Patagónica, manteniéndose la marca KU de Pinamar, Ferrar Química, más el nuevo ingreso de la conocida marca de electrónica Ken Brown. Para el torneo de la «B» Nacional 2012/2013, Ken Brown pasa a ser el principal patrocinador de la camiseta verdolaga. En la temporada 2013/14 patrocinó Banco Ciudad. En el Torneo Transición 2014 por el alejamiento de Banco Ciudad en los Clubes de Ascenso sin patrocinio en el pecho, mientras que en los codos de la camiseta luce dos logos la Marca de Gaseosas Santiagueña Secco. En 2016 tras dos años sin patrocinador principal eligieron la financiera Pagodiario. A finales de 2020, tras un año sin patrocinador, anunciaron cómo patrocinador principal a la compañía de medicina prepaga Avalian en el pecho y a Compumundo en la espalda. En 2023 la inmobiliaria Lepore pasó a ser patrocinador en la parte frontal quién ya lució en los shorts (2020-2021) y las mangas de la camiseta (2022).

### Evolución del Uniforme
| 1904-1907 | 1907-1912 | 1912-Presente |

Ediciones especiales
| 1953 | 1966 2008-2009 | 1974 2001-2002 2003-2004 2024 | 1995 | 1997-1998 2016-2017 | 2000-2001 | 2002-2003 2012-2013 | 2003-2004 2007-2008 2015-2016 |

### Titular
| 1904-07 | 1907-12 | 1912-75 | 1976-77 | 1978-79 | 1980 | 1981-86 | 1986-94 | 1994-96 | 1996-97 |

| 1997 | 1997 | 1997 | 1998 | 1999-2000 | 2000 | 2000-01 | 2001 | 2001-02 | 2002-03 |

| 2003-04 | 2004-05 | 2005-06 | 2006 | 2007 | 2007-09 | 2009-10 | 2010-11 | 2011-12 | 2012 |

| 2012-13 | 2013-14 | 2014-15 | 2015-16 | 2016-17 | 2017-18 | 2018-19 | 2019-20 | 2021 | 2022 |

| 2023 | 2024 | 2025 |

### Suplente
| 1904-75 | 1976-77 | 1978-79 | 1980 | 1981-86 | 1986-94 | 1994-96 | 1996 | 1997 | 1997-98 |

| 1999-2000 | 2000-01 | 2001 | 2001-02 | 2002-03 | 2003-04 | 2004-05 | 2005-06 | 2006 | 2007 |

| 2007-08 | 2008-09 | 2009-10 | 2010-11 | 2011-12 | 2012 | 2012-13 | 2013-14 | 2014-15 | 2015-16 |

| 2016-17 | 2017-18 | 2018-19 | 2019-21 | 2021 | 2022 | 2023 | 2024 | 2025 |

### Alternativa
| 1974 | 1995 | 2003-04 | 2015-16 | 2016-17 | 2020-21 | 2023 | 2024 | 2025 |  |

### Indumentaria y patrocinador
| Período   | Logo | Proveedor   |
| --------- | ---- | ----------- |
| 1979-1997 |      | Topper      |
| 1997      |      | Aba Sport   |
| 1997      |      | Umbro       |
| 1997-2000 |      | New Balance |
| 2000-2001 |      | Sport 2000  |
| 2001-2003 |      | Mebal       |
| 2003-2010 |      | Reusch      |
| 2010-2013 |      | Kappa       |
| 2013-2015 |      | Joma        |
| 2015-2017 |      | KDY         |
| 2017-2018 |      | Signia      |
| 2018-2019 |      | Givova      |
| 2019-act. |      | Sport Lyon  |

| Período   | Patrocinador           |
| --------- | ---------------------- |
| 1990-1992 | Gel Sport              |
| 1992-1993 | Glucoyork              |
| 1993-1994 | X-28                   |
| 1994-1995 | Medicorp               |
| 1996      | San José AFJP          |
| 1996-1997 | Esco                   |
| 1997      | Banco Patricios        |
| 1998-2000 | Parmalat               |
| 2000-2002 | Ninguno                |
| 2002-2003 | Pinturerías Rex        |
| 2003-2004 | Ninguno                |
| 2005      | Pinturerías Rex        |
| 2005-2011 | La Nueva Seguros       |
| 2011-2012 | Constructora Colángelo |
| 2012-2013 | Ken Brown              |
| 2013-2014 | Banco Ciudad           |
| 2014-2016 | Secco                  |
| 2016-2019 | Pagodiario             |
| 2020-2022 | Avalian                |
| 2023-act. | Lepore                 |

## El barrio

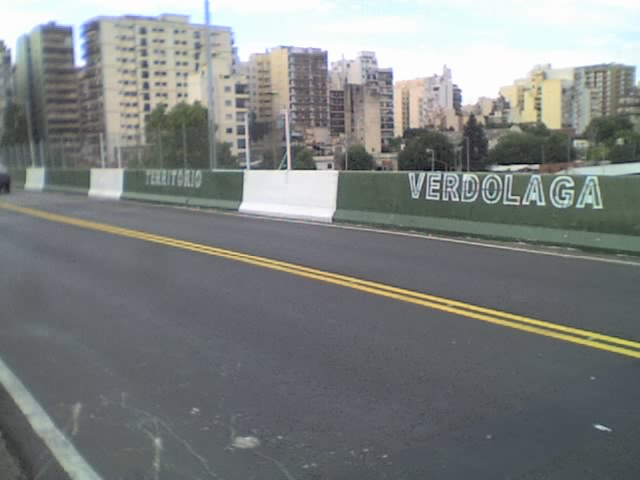
Pintadas sobre el Puente Caballito

El barrio de Caballito, actual Comuna 6, se encuentra en el centro geográfico de la Ciudad Autónoma de Buenos Aires. Por el barrio pasan el Ferrocarril Domingo Faustino Sarmiento (estación Caballito), la línea A de subterráneos (estaciones Río de Janeiro, Acoyte, Primera Junta, Puan), la línea E (estaciones Avenida La Plata y José María Moreno)  y numerosas líneas de colectivos.
Está comprendido por las calles Av. Juan B. Justo, Av. San Martín, Av. Ángel Gallardo, Río de Janeiro, Av. Rivadavia, Av. La Plata, Av. Directorio, Curapaligue y Tte. Gral. Donato Álvarez.Limita con los barrios de Villa Crespo al norte, Almagro y Boedo al este, Parque Chacabuco al sur, y Flores y Villa Mitre al oeste.
Su zona comercial es una de las más importantes de la ciudad y se encuentra sobre Avenida Rivadavia, aproximadamente entre Avenida La Plata / Río de Janeiro y Del Barco Centenera / Rojas.
Es uno de los barrios más poblados de la Capital Federal, y segundo más densamente poblado, solamente por detrás de la Recoleta. Esto último ha causado diversos problemas en los servicios y protestas de los vecinos caballitenses por la gran cantidad de torres que se han erigido en los últimos años en toda la superficie del barrio. El Club Ferro Carril Oeste es de fuerte afluencia para el barrio, diariamente se ven pintadas del club en la mayoría de las calles del barrio y sus alrededores, así como camisetas o todo tipo de indumentaria del Club.Ferro supo nuclear a la mayor parte de la población del barrio, hasta la década de los 90 y principios de los 2000. 

## Apodos del club

Pintada con la sigla FCO.

El apodo con el que más se sienten identificados los hinchas es «Oeste», en referencia a la ubicación inicial del barrio de Caballito hacia los primeros años del 1900, aunque con el crecimiento de la ciudad de Buenos Aires ha quedado ubicado en el centro geográfico de la misma. Es muy común que los hinchas digan o canten «soy de Oeste».
Podría considerarse apodo a su nombre sintetizado en «Ferro», en referencia al nombre de la institución. Aunque también se conoce al club por la sigla «FCO».
El otro apodo importante es «Verdolaga», en clara referencia a los colores del club y a la zona de quintas que lo rodeaban. 
En los primeros años, también se lo llegó a conocer como «la Murga» (Murgueros), por la Murga de Languasco, importante dirigente en los inicios.
Todos los apodos referidos al ferrocarril son aplicables también al club, como el «Carbonero» muy poco mencionado actualmente, pero sí usado en antiguas crónicas futboleras junto con el de «ferroviarios», muchos lo suelen mencionar como el «Tren Verde», en la década de los 80 se le decía «la Locomotora del Oeste», «El Rápido», el «Expreso».

## Infraestructura

### Sede social

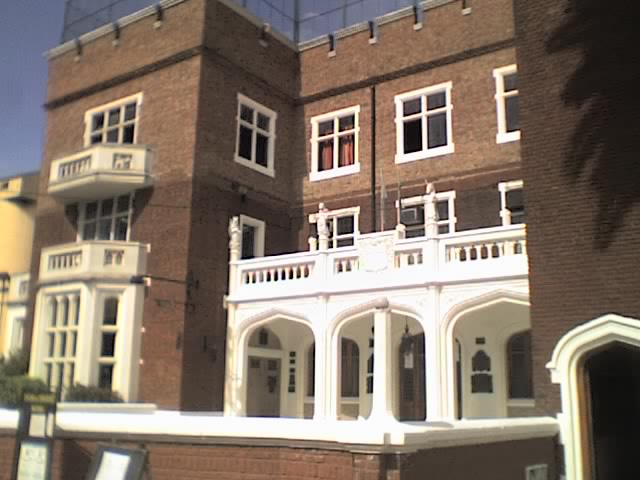
Fachada de la Sede Social del Club.

La Sede social de Ferro está ubicada en la calle Federico G. Lorca 350, en el barrio de Caballito. Su construcción es típicamente inglesa, la que se mantiene de igual manera desde el año 1925. En el año 2005, junto al Estadio, fue declarado como sitio de interés cultural por el Gobierno de la Ciudad de Buenos Aires. En 2012, esta misma Legislatura declaró una medida cautelar y estructural sobre estos dos edificios, con el fin de extinguir las especulaciones inmobiliarias que recaen sobre el club, por su astronómico valor.
Cuenta con 5 canchas de tenis sobre polvo de ladrillo, cancha de futsal, y balonmano, 3 piletas (que en invierno se techa y es climatizada) y una pileta para niños, cancha de vóley y básquet cubiertas, una confitería, sala de ping-pong, cancha de pelota paleta, juegos para niños, solárium, gimnasio de musculación y actividades aeróbicas, gimnasio de taekwondo, sala de ajedrez y varios vestuarios, entre otras instalaciones. Ahí mismo se encuentra la oficina de socios, la presidencia y la administración del club.

### Estadio
Ferro tuvo únicamente un estadio a lo largo de su historia. Ubicado en el centro de la Ciudad de Buenos Aires, sobre las calles Avellaneda y Martín de Gainza, dando sus fondos a terrenos del ex Ferrocarril Domingo Faustino Sarmiento. Con una capacidad actual por obras para 8.300 espectadores, tiene la particularidad de ser el único estadio porteño que se mantiene en el mismo lugar desde su inauguración, en enero de 1905 convirtiéndose en el estadio más antiguo de Capital Federal.

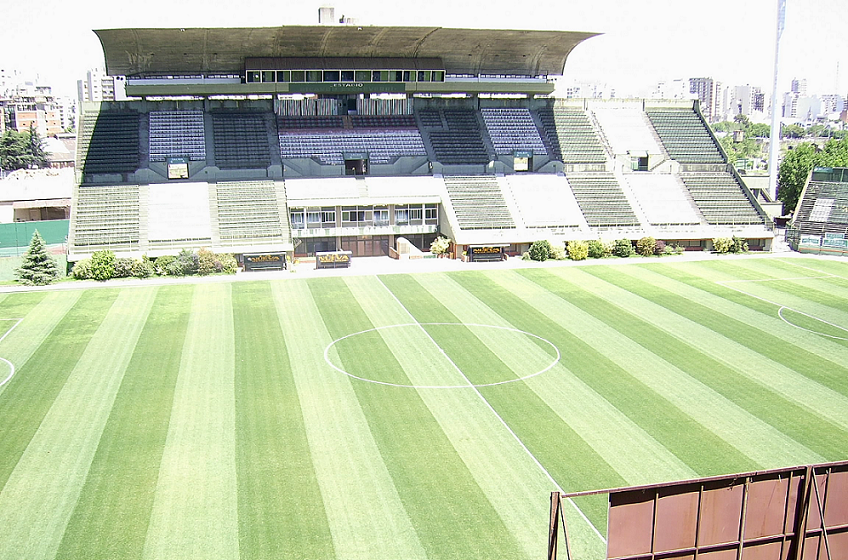
Estadio Arquitecto Ricardo Etcheverri

Fue bautizado con este nombre en 1995, como reconocimiento a uno de sus principales dirigentes, vicepresidente del Club durante décadas multicampeón en todas las disciplinas. De modo más coloquial, suele mencionárselo como "El Templo de Madera", más allá de que por disposiciones legales se prohibió la habilitación de estadios con tribunas de madera, por lo que como se dirá luego, se comenzó a construir la tribuna visitante de cemento.
Sus orígenes pueden encontrarse cuando los empleados fundadores consiguieron que la empresa les otorgara los terrenos actuales, donde estaba la llamada "Quinta de Doña Anita", un célebre huerto que proveía de frutas y verduras a la zona de Flores y aledaños. Allí levantaron el estadio con baño, casilla y alambrado, todo un lujo para la época. El mejor ejemplo de esto es que rápidamente albergó la localía del célebre Alumni, club que jamás tuvo estadio propio, y que en Caballito 250 (el viejo nombre de la calle Martín de Gainza) renovó su jerarquía al obtener los certámenes de Primera División de 1908, 1909 y 1910.
La primera tribuna oficial del club, realizada lujosamente con madera y zinc, fue destruida por un incendio en la madrugada del 6 de septiembre de 1931. Gracias al esfuerzo de socios, simpatizantes y dirigentes, logró ser reconstruida al año siguiente, con una prolonganción superior, que se extendía hasta la Cabecera Oeste, donde se ubica la parcialidad local.
Como parte de pago por la transferencia del defensor Arcadio López a Boca Juniors, el club de la Ribera entregó en 1938 su vieja tribuna de madera (la que fuera la vieja cabecera Este), ya que estaba construyendo La Bombonera. Durante esa reforma, Boca jugó de local en Caballito. Otros clubes que también emplearon el Etcheverri para ejercer la localía fueron Vélez Sarsfield, San Lorenzo de Almagro, Argentinos Juniors, Huracán,  Nueva Chicago, Chacarita Juniors, Atlanta, River Plate, y Deportivo Morón, por mencionar algunas entidades.
En 1971 se presentó la remodelación del estadio, con una nueva platea de cemento en la cabecera Sur, con su techado parabólico curvo. Debajo de esta, se encuentra el Estadio-Gimnasio cerrado "Estadio Héctor Etchart", escenario de diversas actividades deportivas, con el básquet y el vóley como abanderados.
Hubo varios intentos como llevar la cancha a Morón para que se construyera la terminal de ómnibus de Primera Junta. Nada de eso finalmente ocurrió. 
En la actualidad ha comenzado a ejecutarse en febrero de 2013 la remodelación del estadio que pretende llevar la capacidad del mismo a 25.342 personas. El proyecto cuenta de varias etapas, habiéndose comenzado con la construcción de la tribuna este (visitante) íntegramente de cemento con una capacidad para 5.000 espectadores en su primera etapa para incrementarse en una segunda hasta alcanzar los 8.800 espectadores. En el mes de marzo de 2017 se ha comenzado la construcción de la tribuna popular oeste (local) que tendrá una capacidad para 9000 personas. Luego el proyecto continuaría con la construcción de la platea norte y palcos (la que se encuentra sobre la avenida Avellaneda), con una capacidad de 2.520 personas y por último la finalización de la platea sur (la actual platea techada).

#### Campo de deportes
El campo de deportes, también conocido como Puerta 6 (puerta por donde se ingresa), es como se conoce popularmente a los terrenos que están ubicados junto al Estadio Ricardo Etcheverri, en la Avenida Avellaneda 1240. Su ingreso es exclusivo para socios.
El sector es muy amplio y cuenta con muchas comodidades aptas para el desarrollo social y deportivo, entre las cuales se destacan:
- Cancha Auxiliar de Fútbol 11 (llamada Roberto Ayala, en honor al exfutbolista del Club)
- Cancha de césped sintético de Fútbol 11
- Cancha de hockey de césped sintético
- Estadio Héctor Etchart
- Playón de Balonmano
- 2 playones multideportes
- Sector parrillas
- Quincho
- Bar confitería
- Vestuarios

#### Nuevos terrenos
A mitad del año 2009, el club consiguió la concesión de unos terrenos que estaban abandonados por parte del Gobierno de la Ciudad de Buenos Aires, los mismos eran linderos a las parrillas de Puerta 6. Son varios metros cuadrados que por el empuje de socios se consiguieron obtener.
Además, con el esfuerzo de varias organizaciones de socios y simpatizantes (que no tuvieron ayuda alguna oficial) se construyó una cancha de fútbol profesional con una pista, reemplazando a la pista de la cancha profesional de Fútbol, ahí mismo entrena el equipo de béisbol del Club, que vale destacar, es uno de los mejores equipos de béisbol del país. También se construyó un playón multiuso de piso, donde se practica futsal y balonmano, y una pequeña cancha de pasto sintético.
El día 16 de julio de 2011 se inauguró en estos terrenos, una cancha profesional de Hockey sobre césped convirtiéndose en uno de los pocos clubes de Capital Federal en tener una cancha de esta magnitud. También, en el año 2013 se inauguró una cancha de fútbol 11 de césped sintético y en el 2016 se finalizó la segunda cancha profesional de hockey sobre césped.

### Microestadio Héctor Etchart
El Gimnasio Héctor Etchart fue construido en 1971 junto con la platea Sur del Club (de hecho, se encuentra «dentro» de la misma) y tiene capacidad para unas 5500 personas. Es considerado uno de los mejores estadios de básquet del país. También es reconocido como «La catedral del básquet».
En él se disputaron partidos de selección, tanto de Voleibol como de básquet, así como finales de partidos de la LNB y muchos encuentros de diversos ámbitos como eventos políticos, por ejemplo.
Cuenta con dos tableros electrónicos y dos gradas laterales, ambas cuentan con una división, como una especie de bandeja, que divide a la «popular» de la parte con asientos.
En el año 2009 por culpa de una cañería el estadio se inundó y el piso de parqué fue destruido, aunque con el aporte de los socios se pudo comprar uno nuevo de excelente calidad.
En este estadio se jugaba el clásico más grande de la LNB, Ferro vs. Atenas de córdoba. Aunque por el descenso de Ferro (el primero de su historia) a mitad de los 2000, el clásico ha quedado en el olvido para muchos. Aunque recientemente se le hizo un partido homenaje a Miguel Cortijo en Córdoba y de paso se reeditó el viejo clásico. En el año 2015 Ferro compró una plaza y de esta forma volvió a competir en la Liga Nacional de Básquet.

### Polideportivo Pontevedra Santiago Leyden
Allí se realizan muchos entrenamientos de la primera categoría del fútbol profesional, así como a su vez entrenan y compiten las divisiones inferiores, juveniles e infantiles.
Pontevedra debido a su gran dimensión y a su lejanía de la ciudad, ofrece una paz impecable y fundamental para la realización de cualquier deporte, por eso es elegida por muchos seleccionados internacionales de distintos deportes para realizar allí su concentración y/o hospedaje.
Las muchas canchas de fútbol tienen una arboleada espléndida y de gran tamaño, lo cual es agradable a la vista y perfecto para la práctica de fútbol. Es considerado uno de los mejores polideportivos del país.
El predio ofrece los siguientes servicios para el socio:
- Natatorio Olímpico
- Canchas de tenis sobre polvo de ladrillo y cemento
- Patio deportivo
- Canchas de fútbol 11
- Voleibol
- Zona de Camping
- Cancha de Rugby
- Complejo habitacional
- Sector de juegos infantiles
- Restaurante
- Equitación

Dada la magnitud y la calidad del predio, diversas delegaciones, tanto a nivel clubes como a nivel selecciones, se han hospedado aquí, entre ellas, la selección de fútbol de Colombia, en el año 2012

### Anexo A
El Anexo A, o simplemente Anexo, son unos terrenos que el club tiene a dos cuadras de la Sede, están ubicados en la calle Federico García Lorca 185, cuenta con las mismas comodidades o mejores que cualquier Sede de club de primer nivel, a metros de la estación Caballito de la Línea Sarmiento.Fue propiedad del socio Carlos Bernardo González Petcoche, creador de la logosofía y fueron cedidos por su familia. El Anexo cuenta con:
- 4 canchas de tenis en polvo de ladrillo
- 2 frontones
- 1 cancha de baby fútbol
- 2 canchas de bochas (de las mejores de Capital)
- Casona
- Restaurante
- Parrilla
- Pensión "Don Carlos Timoteo Griguol" con capacidad para 30 jugadores

Durante el año 2015, y con la finalización de la construcción de la Tribuna Visitante en el estadio, bajo la misma se trasladó la Pensión, y de esta forma se están realizando las construcciones necesarias para que en el año 2016 se reinaugure "El Trencito Verde", un jardín de infantes que antes tenía su asiento en la sede social. De esta forma se buscará con el inicio del jardín de infantes, posteriormente se creará una escuela primaria.

### Participación en Copas
| \| Torneo \| Fase alcanzada \| PJ \| PG \| PE \| PP \| GF \| GC \| Dif. \| \| ---------------------- \| -------------- \| -- \| -- \| -- \| -- \| -- \| -- \| ---- \| \| Copa Libertadores 1983 \| Primera Fase \| 6 \| 2 \| 1 \| 3 \| 4 \| 5 \| -1 \| \| Copa Libertadores 1985 \| Primera Fase \| 7 \| 4 \| 1 \| 2 \| 8 \| 6 \| 2 \| \| Total \| Total \| 13 \| 6 \| 2 \| 5 \| 12 \| 11 \| 1 \| |                |    |    |    |    |    |    |      |
| Torneo | Fase alcanzada | PJ | PG | PE | PP | GF | GC | Dif. |
| Copa Libertadores 1983 | Primera Fase   | 6  | 2  | 1  | 3  | 4  | 5  | -1   |
| Copa Libertadores 1985 | Primera Fase   | 7  | 4  | 1  | 2  | 8  | 6  | 2    |
| Total | Total          | 13 | 6  | 2  | 5  | 12 | 11 | 1    |

| \| Torneo \| Posición \| PJ \| PG \| PE \| PP \| GF \| GC \| Dif. \| Puntos \| \| ---------------------- \| ------------------------ \| -- \| -- \| -- \| -- \| -- \| -- \| ---- \| ------ \| \| Copa Argentina 1969 \| No participó \| - \| - \| - \| - \| - \| - \| - \| - \| \| Copa Argentina 1970 \| Octavos de final \| 4 \| 1 \| 1 \| 2 \| 5 \| 7 \| -2 \| 4 \| \| Copa Argentina 2011-12 \| Treintaidosavos de final \| 1 \| 0 \| 1 \| 0 \| 0 \| 0 \| 0 \| 1 \| \| Copa Argentina 2012-13 \| Treintaidosavos de final \| 1 \| 0 \| 1 \| 0 \| 0 \| 0 \| 0 \| 1 \| \| Copa Argentina 2013-14 \| Dieciseisavos de final \| 3 \| 2 \| 1 \| 0 \| 4 \| 0 \| 4 \| 7 \| \| Copa Argentina 2014-15 \| Octavos de final \| 3 \| 0 \| 3 \| 0 \| 4 \| 4 \| 0 \| 3 \| \| Copa Argentina 2015-16 \| Treintaidosavos de final \| 1 \| 0 \| 1 \| 0 \| 2 \| 2 \| 0 \| 1 \| \| Copa Argentina 2016-17 \| Treintaidosavos de final \| 1 \| 0 \| 0 \| 1 \| 0 \| 1 \| -1 \| 0 \| \| Copa Argentina 2017-18 \| No se clasificó \| - \| - \| - \| - \| - \| - \| - \| - \| \| Copa Argentina 2018-19 \| No se clasificó \| - \| - \| - \| - \| - \| - \| - \| - \| \| Copa Argentina 2019-20 \| No se clasificó \| - \| - \| - \| - \| - \| - \| - \| - \| \| Copa Argentina 2022 \| Dieciseisavos de final \| 2 \| 1 \| 0 \| 1 \| 4 \| 1 \| 3 \| 3 \| \| Copa Argentina 2023 \| No se clasificó \| - \| - \| - \| - \| - \| - \| - \| - \| \| Copa Argentina 2024 \| No se clasificó \| - \| - \| - \| - \| - \| - \| - \| - \| \| Copa Argentina 2025 \| No se clasificó \| - \| - \| - \| - \| - \| - \| - \| - \| \| Total \| Total \| 16 \| 4 \| 8 \| 4 \| 19 \| 15 \| 4 \| 20 \| |                          |    |    |    |    |    |    |      |        |
| Torneo | Posición                 | PJ | PG | PE | PP | GF | GC | Dif. | Puntos |
| Copa Argentina 1969 | No participó             | -  | -  | -  | -  | -  | -  | -    | -      |
| Copa Argentina 1970 | Octavos de final         | 4  | 1  | 1  | 2  | 5  | 7  | -2   | 4      |
| Copa Argentina 2011-12 | Treintaidosavos de final | 1  | 0  | 1  | 0  | 0  | 0  | 0    | 1      |
| Copa Argentina 2012-13 | Treintaidosavos de final | 1  | 0  | 1  | 0  | 0  | 0  | 0    | 1      |
| Copa Argentina 2013-14 | Dieciseisavos de final   | 3  | 2  | 1  | 0  | 4  | 0  | 4    | 7      |
| Copa Argentina 2014-15 | Octavos de final         | 3  | 0  | 3  | 0  | 4  | 4  | 0    | 3      |
| Copa Argentina 2015-16 | Treintaidosavos de final | 1  | 0  | 1  | 0  | 2  | 2  | 0    | 1      |
| Copa Argentina 2016-17 | Treintaidosavos de final | 1  | 0  | 0  | 1  | 0  | 1  | -1   | 0      |
| Copa Argentina 2017-18 | No se clasificó          | -  | -  | -  | -  | -  | -  | -    | -      |
| Copa Argentina 2018-19 | No se clasificó          | -  | -  | -  | -  | -  | -  | -    | -      |
| Copa Argentina 2019-20 | No se clasificó          | -  | -  | -  | -  | -  | -  | -    | -      |
| Copa Argentina 2022 | Dieciseisavos de final   | 2  | 1  | 0  | 1  | 4  | 1  | 3    | 3      |
| Copa Argentina 2023 | No se clasificó          | -  | -  | -  | -  | -  | -  | -    | -      |
| Copa Argentina 2024 | No se clasificó          | -  | -  | -  | -  | -  | -  | -    | -      |
| Copa Argentina 2025 | No se clasificó          | -  | -  | -  | -  | -  | -  | -    | -      |
| Total | Total                    | 16 | 4  | 8  | 4  | 19 | 15 | 4    | 20     |

### Tabla Histórica del Club
| Año  | Torneo            | PJ | G  | E | P  | GF | GC | Pts | Posición         |
| ---- | ----------------- | -- | -- | - | -- | -- | -- | --- | ---------------- |
| 1907 | Segunda Liga      | 17 | 9  | 2 | 6  | 21 | 25 | 20  | 4.º Grupo A      |
| 1907 | Copa Bullrich     | 3  | 2  | 0 | 1  | 06 | 3  | 4   | Elim.            |
| 1908 | Segunda Liga      | 17 | 16 | 0 | 1  | 55 | 12 | 32  | Elim.            |
| 1908 | Copa Bullrich     | 4  | 3  | 0 | 1  | 20 | 5  | 6   | Elim.            |
| 1909 | Segunda Liga      | 12 | 8  | 3 | 1  | 32 | 9  | 19  | 2.º Grupo C      |
| 1909 | Copa Bullrich     | 3  | 2  | 0 | 1  | 7  | 2  | 4   | Elim.            |
| 1910 | Segunda Liga      | 23 | 19 | 1 | 3  | 67 | 17 | 39  | 2.º Grupo C      |
| 1910 | Copa Bullrich     | 2  | 0  | 1 | 1  | 1  | 4  | 1   | Elim.            |
| 1911 | Sección Extra     | 18 | 5  | 3 | 10 | 23 | 35 | 6   | 8.º              |
| 1911 | Copa Bullrich     | 1  | 0  | 0 | 1  | 0  | 5  | 0   | Elim.            |
| 1912 | Intermedia        | 13 | 11 | 0 | 2  | 30 | 22 | 22  | CAMPEÓN          |
| 1912 | Intermedia        | 13 | 11 | 0 | 2  | 30 | 22 | 22  | CAMPEÓN          |
| 1913 | Primera División  | 17 | 2  | 5 | 10 | 22 | 36 | 9   | 12.º             |
| 1913 | Copa Competencia  | 2  | 1  | 0 | 1  | 5  | 3  | 2   | Elim.            |
| 1913 | Copa de Honor     | 1  | 0  | 0 | 1  | 1  | 8  | 0   | Elim.            |
| 1914 | Primera División  | 12 | 2  | 2 | 8  | 17 | 30 | 6   | 12.º             |
| 1914 | Copa Competencia  | 2  | 1  | 0 | 1  | 2  | 2  | 3   | Cuartos de Final |
| 1915 | Primera División  | 24 | 8  | 8 | 8  | 38 | 32 | 24  | 10.º             |
| 1915 | Copa Competencia  | 3  | 2  | 0 | 1  | 4  | 4  | 5   | Elim.            |
| 1915 | Copa de Honor     | 2  | 0  | 1 | 1  | 1  | 3  | 1   | Elim.            |
| 1916 | Primera División  | 21 | 6  | 3 | 12 | 28 | 39 | 15  | 20.º             |
| 1916 | Copa Competencia  | 1  | 0  | 0 | 1  | 1  | 4  | 0   | Elim.            |
| 1916 | Copa de Honor     | 4  | 2  | 1 | 1  | 7  | 3  | 5   | Elim.            |
| 1917 | Primera División  | 20 | 6  | 7 | 7  | 18 | 24 | 18  | 11.º             |
| 1917 | Copa Competencia  | 1  | 0  | 0 | 1  | 1  | 3  | 0   | Elim.            |
| 1917 | Copa de Honor     | 1  | 0  | 0 | 1  | 0  | 2  | 0   | Elim.            |
| 1918 | Primera División  | 29 | 2  | 9 | 8  | 9  | 23 | 13  | 9.º              |
| 1918 | Copa Competencia  | 4  | 3  | 0 | 1  | 8  | 7  | 6   | Elim.            |
| 1918 | Copa de Honor     | 1  | 0  | 0 | 1  | 1  | 2  | 0   | Elim.            |
| 1919 | Intermedia        | 4  | 1  | 1 | 2  | 4  | 7  | 3   | 3.º              |
| 1920 | Primera División  | 34 | 12 | 6 | 16 | 34 | 61 | 30  | 12.º             |
| 1920 | Copa Competencia  | 1  | 0  | 0 | 1  | 1  | 2  | 0   | Elim.            |
| 1921 | Primera División  | 38 | 2  | 7 | 29 | 22 | 92 | 11  | 20.º             |
| 1922 | Primera División  | 40 | 15 | 5 | 20 | 43 | 53 | 35  | 12.º             |
| 1923 | Primera División  | 20 | 6  | 3 | 11 | 12 | 26 | 15  | 18.º             |
| 1924 | Primera División  | 27 | 5  | 6 | 16 | 19 | 4  | 16  | 22.º             |
| 1924 | Copa Competencia  | 10 | 3  | 2 | 5  | 7  | 8  | 8   | 4.º Grupo B      |
| 1925 | Primera División  | 24 | 7  | 5 | 12 | 27 | 37 | 19  | 21.º             |
| 1925 | Copa Competencia  | 3  | 0  | 1 | 2  | 4  | 6  | 1   | 4.º Grupo C      |
| 1926 | Primera División  | 25 | 7  | 6 | 12 | 28 | 37 | 20  | 16.º             |
| 1926 | Copa Competencia  | 6  | 1  | 1 | 4  | 4  | 2  | 3   | 7.º Grupo C      |
| 1927 | Primera División  | 33 | 19 | 9 | 5  | 58 | 36 | 47  | 4.º              |
| 1928 | Primera División  | 35 | 19 | 3 | 13 | 78 | 51 | 41  | 10.º             |
| 1929 | Concurso Estímulo | 16 | 2  | 6 | 8  | 23 | 25 | 10  | 16.º             |
| 1930 | Primera División  | 35 | 13 | 8 | 14 | 45 | 55 | 34  | 18.º             |
| 1931 | Primera División  | 1  | 0  | 0 | 1  | 0  | 4  | 0   | Torneo Cancelado |

| Año     | Torneo                    | PJ | G  | E  | P  | GF | GC  | Pts | Posición              |
| ------- | ------------------------- | -- | -- | -- | -- | -- | --- | --- | --------------------- |
| 1931    | Primera División          | 34 | 12 | 8  | 14 | 60 | 74  | 32  | 10.º                  |
| 1932    | Primera División          | 34 | 13 | 7  | 14 | 64 | 59  | 33  | 11.º                  |
| 1933    | Primera División          | 34 | 9  | 10 | 15 | 43 | 56  | 28  | 11.º                  |
| 1934    | Primera División          | 39 | 6  | 8  | 25 | 51 | 100 | 20  | 13.º                  |
| 1935    | Primera División          | 34 | 15 | 6  | 13 | 60 | 66  | 36  | 8.º                   |
| 1936    | Primera División (CC)     | 17 | 7  | 3  | 7  | 30 | 36  | 17  | 10.º                  |
| 1936    | Primera División (CH)     | 17 | 5  | 4  | 8  | 36 | 44  | 14  | 13.º                  |
| 1937    | Primera División          | 34 | 15 | 5  | 14 | 78 | 79  | 35  | 9.º                   |
| 1938    | Primera División          | 32 | 9  | 8  | 15 | 68 | 89  | 26  | 12.º                  |
| 1939    | Primera División          | 34 | 4  | 7  | 23 | 52 | 112 | 15  | 17.º                  |
| 1940    | Primera División          | 34 | 10 | 7  | 17 | 58 | 76  | 27  | 15.º                  |
| 1941    | Primera División          | 30 | 13 | 4  | 13 | 44 | 54  | 30  | 9.º                   |
| 1942    | Primera División          | 30 | 9  | 9  | 12 | 45 | 52  | 27  | 10.º                  |
| 1943    | Primera División          | 30 | 8  | 7  | 15 | 41 | 60  | 23  | 15.º                  |
| 1944    | Primera División          | 30 | 7  | 9  | 14 | 44 | 67  | 23  | 13.º                  |
| 1945    | Primera División          | 30 | 9  | 5  | 16 | 51 | 73  | 23  | 14.º                  |
| 1946    | Primera División          | 30 | 6  | 3  | 21 | 29 | 73  | 15  | 16.º                  |
| 1947    | Segunda División          | 38 | 22 | 9  | 7  | 95 | 46  | 53  | 3.º                   |
| 1948    | Segunda División          | 20 | 8  | 7  | 5  | 36 | 32  | 23  | 3.º Grupo B           |
| 1948    | Segunda División          | 7  | 2  | 3  | 2  | 12 | 9   | 7   | Torneo cancelado      |
| 1949    | Primera División          | 34 | 10 | 9  | 15 | 47 | 59  | 29  | 13.º                  |
| 1950    | Primera División          | 34 | 10 | 12 | 12 | 53 | 60  | 32  | 13.º                  |
| 1951    | Primera División          | 32 | 8  | 11 | 13 | 50 | 55  | 27  | 12.º                  |
| 1952    | Primera División          | 30 | 9  | 6  | 15 | 38 | 57  | 24  | 14.º                  |
| 1953    | Primera División          | 30 | 9  | 7  | 14 | 40 | 56  | 25  | 14.º                  |
| 1954    | Primera División          | 30 | 8  | 16 | 6  | 42 | 41  | 32  | 6.º                   |
| 1955    | Primera División          | 30 | 10 | 9  | 11 | 39 | 43  | 29  | 7.º                   |
| 1956    | Primera División          | 30 | 10 | 7  | 13 | 44 | 49  | 27  | 9.º                   |
| 1957    | Primera División          | 30 | 6  | 5  | 19 | 33 | 61  | 17  | 16.º                  |
| 1958    | Segunda División          | 34 | 21 | 8  | 5  | 7  | 41  | 50  | CAMPEÓN               |
| 1959    | Primera División          | 30 | 10 | 13 | 7  | 47 | 41  | 33  | 4.º                   |
| 1960    | Primera División          | 30 | 5  | 9  | 16 | 28 | 58  | 19  | 15.º                  |
| 1961    | Primera División          | 30 | 8  | 5  | 17 | 38 | 55  | 21  | 15.º                  |
| 1962    | Primera División          | 28 | 6  | 10 | 12 | 34 | 52  | 22  | 12.º                  |
| 1963    | Primera B                 | 32 | 18 | 6  | 8  | 64 | 29  | 42  | 1.º                   |
| 1964    | Primera División          | 30 | 9  | 11 | 10 | 33 | 33  | 29  | 10.º                  |
| 1965    | Primera División          | 34 | 11 | 15 | 8  | 41 | 33  | 37  | 4.º                   |
| 1966    | Primera División          | 38 | 9  | 9  | 20 | 37 | 64  | 27  | 18.º                  |
| 1967    | Metropolitano             | 22 | 9  | 6  | 7  | 23 | 21  | 24  | 5.º Grupo B           |
| 1967    | Nacional                  | 15 | 5  | 5  | 5  | 21 | 22  | 15  | 9.º                   |
| 1968    | Metropolitano             | 22 | 4  | 9  | 9  | 20 | 38  | 17  | 10.º Grupo A          |
| 1968    | Reclasif. A-B             | 18 | 4  | 9  | 5  | 17 | 18  | 17  | 7.º                   |
| 1969    | Primera B 1.ª Fase        | 16 | 7  | 6  | 3  | 32 | 21  | 20  | 2.º                   |
| 1969    | Primera B Rueda Campeones | 16 | 9  | 6  | 1  | 28 | 14  | 24  | 1.º                   |
| 1969    | Reclasif. A-B             | 3  | 1  | 1  | 1  | 4  | 5   | 3   | 2.º                   |
| 1970    | Primera B 1.ª Fase        | 30 | 11 | 11 | 8  | 46 | 35  | 33  | 8.º                   |
| 1970    | Primera B Rueda Campeones | 7  | 5  | 0  | 2  | 15 | 9   | 10  | 1.º                   |
| 1970    | Reclasif. A-B             | 3  | 3  | 0  | 0  | 10 | 1   | 6   | CAMPEÓN               |
| 1971    | Metropolitano             | 36 | 15 | 8  | 13 | 49 | 49  | 38  | 7.º                   |
| 1971    | Nacional                  | 14 | 4  | 6  | 4  | 22 | 20  | 14  | 6.º                   |
| 1972    | Metropolitano             | 34 | 6  | 12 | 16 | 39 | 55  | 24  | 16.º                  |
| 1972    | Reclasificatorio          | 5  | 3  | 2  | 0  | 16 | 10  | 8   | 1.º                   |
| 1972    | Nacional                  | 13 | 4  | 4  | 5  | 20 | 20  | 12  | 8.º Grupo B           |
| 1973    | Metropolitano             | 32 | 7  | 6  | 19 | 36 | 56  | 20  | 17.º                  |
| 1973    | Nacional                  | 15 | 3  | 3  | 9  | 10 | 24  | 9   | 13.º Grupo B          |
| 1974    | Metropolitano             | 19 | 8  | 7  | 4  | 28 | 22  | 23  | 3.º Grupo B           |
| 1974    | Nacional                  | 18 | 12 | 2  | 4  | 28 | 16  | 26  | 2.º Grupo C           |
| 1974    | Nacional Rueda Final      | 7  | 2  | 2  | 3  | 11 | 14  | 6   | 6.º                   |
| 1975    | Metropolitano             | 38 | 14 | 12 | 12 | 61 | 58  | 40  | 8.º                   |
| 1975    | Nacional                  | 16 | 4  | 3  | 9  | 21 | 26  | 11  | 8.º Grupo B           |
| 1976    | Metro. Rueda Clasif       | 22 | 6  | 8  | 8  | 28 | 38  | 20  | 7.º Grupo A           |
| 1976    | Metro. Zona Descenso      | 9  | 3  | 4  | 2  | 13 | 11  | 10  | 3.º                   |
| 1977    | Nacional                  | 18 | 10 | 5  | 3  | 38 | 21  | 25  | 3.º Grupo D           |
| 1977    | Metropolitano             | 44 | 5  | 13 | 26 | 50 | 95  | 23  | 23.º                  |
| 1978    | Primera B                 | 34 | 19 | 12 | 3  | 64 | 28  | 50  | CAMPEÓN               |
| 1978    | Nacional                  | 14 | 6  | 3  | 5  | 23 | 22  | 15  | 5.º Grupo A           |
| 1979    | Metropolitano             | 18 | 6  | 7  | 5  | 24 | 28  | 19  | 6.º Grupo B           |
| 1979    | Nacional                  | 14 | 6  | 5  | 3  | 22 | 17  | 14  | 3.º Grupo A           |
| 1980    | Metropolitano             | 36 | 11 | 13 | 12 | 55 | 50  | 35  | 13.º                  |
| 1980    | Nacional                  | 14 | 6  | 5  | 3  | 18 | 10  | 8   | 3.º Grupo C           |
| 1981    | Metropolitano             | 34 | 18 | 13 | 3  | 50 | 20  | 49  | 2.º                   |
| 1981    | Nacional                  | 20 | 13 | 3  | 4  | 29 | 15  | 26  | 2.º                   |
| 1982    | Nacional                  | 22 | 16 | 6  | 0  | 50 | 13  | 50  | CAMPEÓN               |
| 1982    | Metropolitano             | 36 | 11 | 15 | 10 | 36 | 39  | 37  | 4.º                   |
| 1983    | Nacional                  | 14 | 4  | 7  | 3  | 13 | 11  | 35  | Semifinal             |
| 1983    | Metropolitano             | 36 | 16 | 14 | 6  | 43 | 27  | 46  | 3.º                   |
| 1984    | Nacional                  | 14 | 8  | 5  | 1  | 21 | 9   | 36  | CAMPEÓN               |
| 1984    | Metropolitano             | 36 | 19 | 12 | 5  | 46 | 18  | 50  | 2.º                   |
| 1985    | Nacional                  | 11 | 7  | 2  | 2  | 14 | 6   | 16  | Cuartos de Final      |
| 1985/86 | Primera División          | 38 | 12 | 16 | 8  | 45 | 33  | 40  | 6.º                   |
| 1986    | Liguilla Pre Libertadores | 6  | 3  | 2  | 1  | 9  | 5   | 8   | 2.º                   |
| 1986/87 | Primera División          | 38 | 13 | 18 | 7  | 40 | 32  | 44  | 6.º                   |
| 1987    | Liguilla Pre Libertadores | 4  | 1  | 2  | 1  | 2  | 2   | 5   | Semifinal             |
| 1987/88 | Primera División          | 38 | 7  | 19 | 12 | 27 | 35  | 33  | 14.º                  |
| 1988    | Torneo Clasificación      | 2  | 0  | 2  | 0  | 1  | 1   | 2   | Elim.                 |
| 1988/89 | Primera División          | 38 | 8  | 14 | 16 | 35 | 43  | 45  | 18.º                  |
| 1989    | Torneo Clasificación      | 4  | 2  | 1  | 1  | 3  | 4   | 5   | Elim.                 |
| 1989/90 | Primera División          | 38 | 11 | 17 | 10 | 24 | 20  | 39  | 6.º                   |
| 1990    | Apertura                  | 19 | 7  | 9  | 3  | 19 | 19  | 23  | 6.º                   |
| 1991    | Clausura                  | 19 | 2  | 11 | 6  | 15 | 20  | 15  | 16.º                  |
| 1991    | Apertura                  | 19 | 6  | 7  | 6  | 16 | 16  | 19  | 10.º                  |
| 1992    | Clausura                  | 19 | 5  | 8  | 6  | 13 | 14  | 18  | 11.º                  |
| 1992    | Apertura                  | 19 | 6  | 6  | 10 | 3  | 16  | 22  | 4.º                   |
| 1993    | Clausura                  | 19 | 5  | 6  | 8  | 15 | 21  | 16  | 16.º                  |
| 1993    | Apertura                  | 19 | 4  | 11 | 4  | 17 | 20  | 19  | 10.º                  |
| 1994    | Clausura                  | 19 | 5  | 6  | 8  | 13 | 17  | 16  | 15.º                  |
| 1994    | Apertura                  | 19 | 5  | 6  | 8  | 21 | 30  | 16  | 16.º                  |
| 1995    | Clausura                  | 19 | 4  | 8  | 7  | 12 | 20  | 16  | 14.º                  |
| 1995    | Apertura                  | 19 | 3  | 8  | 8  | 21 | 29  | 17  | 17.º                  |
| 1996    | Clausura                  | 19 | 6  | 8  | 5  | 16 | 20  | 26  | 9.º                   |
| 1996    | Apertura                  | 19 | 5  | 7  | 7  | 32 | 34  | 22  | 14.º                  |
| 1997    | Clausura                  | 19 | 5  | 9  | 5  | 24 | 22  | 24  | 10.º                  |
| 1997    | Apertura                  | 19 | 6  | 6  | 7  | 3  | 32  | 24  | 12.º                  |
| 1998    | Clausura                  | 19 | 6  | 7  | 6  | 32 | 34  | 25  | 11.º                  |
| 1998    | Apertura                  | 19 | 5  | 5  | 9  | 24 | 31  | 20  | 17.º                  |
| 1999    | Clausura                  | 19 | 2  | 9  | 8  | 8  | 18  | 15  | 19.º                  |
| 1999    | Apertura                  | 19 | 1  | 6  | 12 | 14 | 44  | 9   | 20.º                  |
| 2000    | Clausura                  | 19 | 2  | 2  | 15 | 9  | 46  | 8   | 20.º                  |
| 2000/01 | B Nacional                | 24 | 3  | 9  | 12 | 22 | 39  | 18  | 13.º                  |
| 2001/02 | B Metropolitana           | 42 | 24 | 9  | 9  | 79 | 34  | 81  | 1.º                   |
| 2001/02 | Torneo Decagonal          | 4  | 1  | 2  | 1  | 3  | 4   | 5   | 2.º                   |
| 2002    | Apertura B Metropolitana  | 22 | 13 | 6  | 3  | 38 | 13  | 45  | 1.º                   |
| 2003    | Clausura B Metropolitana  | 12 | 7  | 3  | 2  | 19 | 13  | 24  | CAMPEÓN               |
| 2003/04 | Apertura B Nacional       | 19 | 6  | 8  | 7  | 23 | 17  | 24  | 12.º                  |
| 2003/04 | Clausura B Nacional       | 19 | 9  | 3  | 7  | 20 | 19  | 30  | 6.º                   |
| 2004/05 | Apertura B Nacional       | 19 | 7  | 7  | 5  | 23 | 22  | 28  | 7.º                   |
| 2004/05 | Clausura B Nacional       | 19 | 5  | 9  | 5  | 24 | 20  | 24  | 14.º                  |
| 2005/06 | Apertura B Nacional       | 19 | 8  | 5  | 6  | 15 | 15  | 29  | 6.º                   |
| 2005/06 | Clausura B Nacional       | 19 | 3  | 5  | 11 | 15 | 28  | 14  | 20.º                  |
| 2006/07 | Apertura B Nacional       | 19 | 6  | 5  | 8  | 19 | 23  | 23  | 12.º                  |
| 2006/07 | Clausura B Nacional       | 19 | 3  | 7  | 9  | 8  | 18  | 16  | 18.º                  |
| 2007    | Promoción permanencia     | 2  | 0  | 2  | 0  | 1  | 1   | 2   | Mantuvo la categoría  |
| 2007/08 | B Nacional                | 38 | 13 | 12 | 13 | 40 | 44  | 51  | 10.º                  |
| 2008/09 | B Nacional                | 38 | 15 | 7  | 16 | 52 | 48  | 52  | 7.º                   |
| 2009/10 | B Nacional                | 38 | 12 | 13 | 13 | 36 | 29  | 49  | 12.º                  |
| 2010/11 | B Nacional                | 38 | 11 | 14 | 13 | 38 | 47  | 47  | 14.º                  |
| 2011/12 | B Nacional                | 38 | 14 | 14 | 10 | 29 | 28  | 56  | 7.º                   |
| 2012/13 | B Nacional                | 38 | 9  | 16 | 13 | 29 | 32  | 43  | 17.º                  |
| 2013/14 | B Nacional                | 42 | 13 | 16 | 13 | 35 | 39  | 55  | 13.º                  |
| 2014    | B Nacional                | 20 | 3  | 7  | 10 | 11 | 21  | 16  | 11.º Zona A           |
| 2015    | B Nacional                | 42 | 18 | 13 | 11 | 44 | 37  | 67  | 3.º                   |
| 2015    | Torneo Reducido           | 2  | 0  | 1  | 1  | 2  | 4   | 1   | Semifinales           |
| 2016    | B Nacional                | 21 | 7  | 5  | 9  | 21 | 27  | 26  | 15.º                  |
| 2016-17 | B Nacional                | 44 | 13 | 21 | 10 | 51 | 44  | 60  | 9.º                   |
| 2017-18 | B Nacional                | 24 | 7  | 5  | 12 | 21 | 31  | 26  | 18.º                  |
| 2018-19 | B Nacional                | 24 | 10 | 5  | 9  | 33 | 32  | 35  | 10.º                  |
| 2019-20 | Primera Nacional          | 21 | 9  | 4  | 8  | 20 | 20  | 31  | 6.º Zona A            |
| 2020    | Primera Nacional          | 7  | 2  | 0  | 5  | 7  | 12  | 6   | 8.º Zona A Campeonato |
| 2020    | Torneo Reducido           | 2  | 1  | 0  | 1  | 5  | 3   | 3   | Segunda Instancia     |
| 2021    | Primera Nacional          | 34 | 15 | 12 | 7  | 49 | 28  | 57  | 2.º Zona B            |
| 2021    | Torneo Reducido           | 4  | 1  | 1  | 2  | 4  | 4   | 4   | Semifinales           |
| 2022    | Primera Nacional          | 36 | 12 | 11 | 13 | 32 | 34  | 47  | 16.º                  |
| 2023    | Primera Nacional          | 34 | 13 | 10 | 11 | 45 | 37  | 49  | 8.º Zona B            |
| 2023    | Torneo Reducido           | 3  | 1  | 2  | 0  | 3  | 1   | 5   | Cuartos de final      |
| 2024    | Primera Nacional          | 38 | 12 | 14 | 12 | 51 | 45  | 53  | 9.º Zona A            |

Referencias:
- Descensos
- Ascensos
- Campeonatos
  - Tener en cuenta que antes del Apertura 1995 cada partido ganado contabilizaba 2 pts. y no 3 pts. como ahora.

### Máximas presencias (1931-2009)
| Posición                                   | Futbolista             | Nacionalidad | Partidos jugados |
| ------------------------------------------ | ---------------------- | ------------ | ---------------- |
| 1                                          | Oscar Alfredo Garré    | Argentina    | 611              |
| 2                                          | Héctor Cúper           | Argentina    | 463              |
| 3                                          | Carlos Alberto Arregui | Argentina    | 422              |
| 4                                          | Héctor Ángel Arregui   | Argentina    | 407              |
| 5                                          | Gerónimo Saccardi      | Argentina    | 399              |
| 6                                          | Juan Domingo Rocchia   | Argentina    | 377              |
| 7                                          | Carlos Alberto Vidal   | Argentina    | 354              |
| 8                                          | Oscar Américo Agonil   | Argentina    | 336              |
| 9                                          | Roque Marrapodi        | Argentina    | 307              |
| 10                                         | Claudio Crocco         | Argentina    | 306              |
| Estadísticas hasta el 4 de agosto de 2012. |                        |              |                  |

### Máximos goleadores (desde 1931)
| Posición                                      | Futbolista           | Nacionalidad | Goles |
| --------------------------------------------- | -------------------- | ------------ | ----- |
| 1                                             | Carlos Alberto Vidal | Argentina    | 108   |
| 2                                             | Héctor Ángel Arregui | Argentina    | 101   |
| 3                                             | Bernardo Gandulla    | Argentina    | 91    |
| 4                                             | Juan Domingo Rocchia | Argentina    | 89    |
| 5                                             | Luis Salmerón        | Argentina    | 87    |
| 6                                             | Alberto Piovano      | Argentina    | 79    |
| 7                                             | Antonio Garabal      | Argentina    | 68    |
| 8                                             | Rodolfo Danza        | Argentina    | 63    |
| 9                                             | Alfredo Borgnia      | Argentina    | 62    |
| 10                                            | Héctor Berón         | Argentina    | 60    |
| Estadísticas hasta el 6 de diciembre de 2022. |                      |              |       |

Jugadores en la Selección argentina de fútbol
- 1916: Santiago Sayanes
- 1917: Alejandro Elordi
- 1928: Enrique Gainzarain y Pedro Arico Suárez
- 1930: Francisco Sponda
- 1936: Arcadio Julio López
- 1937: Raúl Emeal
- 1939: Jaime Sarlanga
- 1941: Sebastián Gualco
- 1943: Rubén Noseda
- 1954: Roque Marrapodi
- 1956: Antonio Roma y Antonio Garabal
- 1960: Silvio Marzolini y Héctor Rubén Berón
- 1964: José Leonardi
- 1967: Miguel Ángel López
- 1974: Gerónimo Saccardi
- 1975: Juan Domingo Rocchia
- 1980: Alejandro Débole
- 1983: Carlos Alberto Arregui, Oscar Garré y Alberto José Márcico
- 1984: Héctor Cúper
- 1987: Óscar Román Acosta y José Fantaguzzi
- 1989: Fabián Cancelarich
- 1991: Sergio Vázquez
- 2011: Federico Fazio
- 2016: Marcos Acuña

Jugadores en otras selecciones
- Brasil: José Rodrigues Neto
- Colombia: Oscar Eduardo Velazco
- Ecuador: Nicolás Asencio
- Paraguay: Adolfino Cañete
- Sudáfrica: Doctor Khumalo
- Uganda: Ibrahim Sekagya
- Uruguay: Julio César Jiménez, Víctor López y Óscar Ferro

## Jugadores

### Plantel 2025
- Actualizado el 1 de julio de 2025

- Los equipos argentinos están limitados a tener un cupo máximo de seis jugadores extranjeros, aunque solo cinco podrán firmar la planilla del partido

#### Altas
| Invierno           |                |                        |          |
| Diego Diellos      | Delantero      | Nacional Potosí        | Libre    |
| Lautaro Parisi     | Delantero      | San Miguel             | Libre    |
| Verano             |                |                        |          |
| Rafael Ferrario    | Guardameta     | Huracán                | Libre    |
| Fernando Monetti   | Guardameta     | Agente libre           | Libre    |
| Rodrigo Ayala      | Defensa        | San Telmo              | Libre    |
| Julián Cosi        | Defensa        | San Telmo              | Libre    |
| Franco Meritello   | Defensa        | Gimnasia y Esgrima (M) | Libre    |
| Facundo Rivero     | Defensa        | Racing de Córdoba      | Libre    |
| Martín Vallejos    | Defensa        | San Telmo              | Libre    |
| Gonzalo Castellani | Centrocampista | Colo-Colo              | Libre    |
| Pablo Palacio      | Centrocampista | Unión de Santa Fe      | Préstamo |
| Sergio Quiroga     | Centrocampista | Sarmiento de Junín     | Préstamo |
| Gabriel Ramírez    | Centrocampista | San Telmo              | Libre    |
| Agustín Alonso     | Delantero      | Platense               | Préstamo |
| Tomás González     | Delantero      | Unión de Santa Fe      | Préstamo |
| Lázaro Romero      | Delantero      | Deportes Iquique       | Libre    |

#### Bajas
| Invierno            |                |                               |                       |
| Gonzalo Castellani  | Centrocampista | Agente libre                  | Rescisión de contrato |
| Tomás González      | Delantero      | Unión de Santa Fe             | Fin del préstamo      |
| Verano              |                |                               |                       |
| Luciano Jachfe      | Guardameta     | Mitre de Santiago del Estero  | Rescisión de contrato |
| Marcelo Miño        | Guardameta     | Barracas Central              | Rescisión de contrato |
| Mariano Monllor     | Guardameta     | Los Andes                     | Rescisión de contrato |
| Nahuel Arena        | Defensa        | Macará                        | Fin de contrato       |
| Gonzalo Dell'Aquila | Defensa        | San Telmo                     | Rescisión de contrato |
| Felipe Di Lena      | Defensa        | Comunicaciones                | Rescisión de contrato |
| Gabriel Díaz        | Defensa        | Gimnasia y Tiro de Salta      | Fin de contrato       |
| Federico Murillo    | Defensa        | San Martín de Tucumán         | Rescisión de contrato |
| Mariano Penepil     | Defensa        | Mitre de Santiago del Estero  | Rescisión de contrato |
| Martín Rodríguez    | Defensa        | Colegiales                    | Rescisión de contrato |
| Ricardo Blanco      | Centrocampista | Chacarita Juniors             | Rescisión de contrato |
| Franco Cáceres      | Centrocampista | Estudiantes de Caseros        | Rescisión de contrato |
| David Gallardo      | Centrocampista | Sarmiento de Junín            | Fin del préstamo      |
| Diego Mercado       | Centrocampista | Miami FC                      | Fin de contrato       |
| Claudio Mosca       | Centrocampista | San Miguel                    | Fin de contrato       |
| Franco Mussis       | Centrocampista | Agente libre                  | Fin de contrato       |
| Kevin Vázquez       | Centrocampista | Vélez Sarsfield               | Traspaso              |
| Lautaro Gordillo    | Delantero      | Colegiales                    | Rescisión de contrato |
| Mateo Levato        | Delantero      | Delfín                        | Fin de contrato       |
| Manuel López        | Delantero      | Deportes Antofagasta          | Fin del préstamo      |
| Tomás Martínez      | Delantero      | Güemes de Santiago del Estero | Rescisión de contrato |
| Luca Navarra        | Delantero      | Agente libre                  | Rescisión de contrato |
| Franco Pulicastro   | Delantero      | Talleres (RdE)                | Rescisión de contrato |
| Alexander Sosa      | Delantero      | Tristán Suárez                | Rescisión de contrato |

#### Cesiones
| Jugador                | Posición       | Destino                 | Fin del préstamo |
| ---------------------- | -------------- | ----------------------- | ---------------- |
| Gerónimo Govi          | Defensa        | Real Pilar              | 31-12-2025       |
| Misael Tarón           | Defensa        | Tristán Suárez          | 31-12-2025       |
| Ulises Yegros          | Defensa        | Almagro                 | 31-12-2025       |
| Matías Zubowicz        | Defensa        | Brown de Puerto Madryn  | 31-12-2025       |
| Nicolás Gómez          | Centrocampista | Deportivo Garcilaso     | 31-12-2025       |
| Laureano Marra         | Centrocampista | Colegiales              | 31-12-2025       |
| Juan Martín Ottalagano | Centrocampista | General Lamadrid        | 30-06-2025       |
| Nazareno Diósquez      | Delantero      | Almagro                 | 31-12-2025       |
| Kevin Retamar          | Delantero      | Independiente Rivadavia | 31-12-2025       |

### Gerónimo Saccardi
Gerónimo Cacho Saccardi nació el 1 de octubre de 1949 y vivió su infancia en el barrio de Pompeya. Mientras jugaba en las inferiores (desde la 8.ª división) de Ferro, repartía diarios por la mañana, se iba a entrenar, y después trabajaba en una casa de repuestos de la calle Warnes. Estuvo en el plantel en el ascenso de 1970 actuando de marcador de punta izquierdo. Más tarde se ganó un lugar como volante central.
Fue símbolo de Ferro Carril Oeste. Ídolo indiscutido. Querido por todos. Según el periodista Carlos M. Thiery fue químicamente puro. Se brindaba en la cancha con todo fervor. Fue agradecido. Un excepcional ser humano
El domingo 11 de marzo de 1979, enfrentando a Boca Juniors, en Caballito, en su regreso a Caballito luego de su paso por el fútbol español, fue recibido por el público "verdolaga" con una gran ovación. Ferro ganó 2 a 1 y Saccardi hizo el gol del triunfo. Él mismo lo describió así: "tiré el centro, pero como había viento, la pelota hizo una comba y se metió...".
Como jugador, consiguió el Torneo Nacional 1982 y dos subcampeonatos en 1981. Además de desempeñarse en Ferro, lo hizo también en el Hércules de Alicante de España, y en la Selección Argentina, durante los primeros años de la dirección técnica de César Menotti.
Caudillo indiscutido del Ferro campeón que deslumbraba con su juego, un jugador "romántico" y "de sangre". Pocos fueron capaces de olvidar el partido entre Ferro y Boca Juniors, cuando el equipo de la ribera se coronó campeón con Diego Armando Maradona en 1981; Cacho dio batalla a todo boca con la cabeza vendada y sangrante producto de un choque durante el encuentro, tiempo después reconoció que estaba con amnesia (por el golpe) pero jugó igual; finalmente fue reemplazado tras casi desmayarse en plena cancha. Un poco antes, en 1974, también contra Boca, se bancó todo el mediocampo a puro grito y fiereza para llevarse el reconocimiento de ambas hinchadas. Ese día, "Cacho" lanzó su camiseta a la hinchada de Ferro en señal de agradecimiento, modalidad que enseguida copiaron sus compañeros de equipo y luego fue adaptada en todo el Mundo.
Además, Saccardi se desempeñó como técnico del equipo de Caballito, durante la década del '90, en campañas que le permitieron a Ferro mantener la categoría.
El sábado 4 de mayo del 2002 Gerónimo Saccardi, a los 52 años de edad, pierde la vida a causa de un infarto mientras jugaba un partido de tenis.
Una leyenda entregada a su familia relata: "Cacho, con vos, Dios compró el pase más valioso de la historia de Ferro"

#### Fanatismo
Antes y después de su muerte, «Cacho» fue ídolo máximo de la institución.
Como jugador, había sido reconocido por toda la hinchada en el año 1974 debido al gran empeño con el que jugó ese partido pese a la derrota de Ferro, al finalizar el encuentro en el estadio José Amalfitani (debido a que era un partido desempate en estadio neutro), «Cacho» fue a tirarle la camiseta a los hinchas de Ferro que se habían acercado a Liniers, quienes lo ovacionaron al grito de «Cacho Corazón», y toda la cancha cantaron ese breve verso para «Cacho»; luego sus compañeros de equipo copiaron la actitud de Saccardi y lanzaron sus camisetas a los hinchas de Ferro.
Como entrenador, los resultados no lo acompañaban, y pese a esto, la gente en vez de abuchearlo, le dedicó una canción con la melodía de la canción «No me arrepiento de este amor» de Gilda, que aún hoy se sigue cantando:
"La alegría de este barrio nunca la voy a olvidar, 
cruzamos la Cordillera, copamos el Maracaná.
Y vos Cacho fuiste parte de todos esos momentos,
y por eso yo te aliento hasta el final.
Platense nunca va a entender, porque nunca lo vivió,
porque nunca ganó nada, la put* que lo parió.
Y en el barrio de Liniers, aunque ahí se festejó,
siguen siendo igual de amargos, para nada les sirvió.
De pendej* voy con vos, porque vos sos mi pasión,
nosotros te alentamos en el tablón,
ustedes pongan huevo y corazón..."
Su muerte generó una conmoción en todos los hinchas de Ferro y mucha gente le dedicó decenas de banderas, fotos, frases y hasta tatuajes. Los hinchas también lograron ponerle su nombre a un puente que pasa cerca del estadio.

### Cronología de los entrenadores

#### Años 1920
- Jorge Bueno (1927)

#### Años 1930
- Luis Badino (1931)
- Serafín Dengra (1932-1933)
- Rodolfo Kralj (1933)
- Serafín Dengra (1934-1936)
- Mario Fortunato (1937)
- Carlos Calocero (1937-1939)

#### Años 1940
- Mario Fortunato (1940-1941)
- José Della Torre (1942-1943)
- Carlos Calocero (1943)
- Antonio Clavería Gómez (1943)
- Guillermo Stábile (1943-1945)
- José Pérez (1945-1946)
- Nicolás Infante (1946)
- Rodolfo Kralj (1946)
- Nicolás Infante (1946)
- Perfecto Suárez (1947)
- Carlos Calocero (1947-1948)
- Mario Fortunato (1948)
- Juan José Tramutola (1948)
- José Della Torre (1949-1952)

#### Años 1950
- José D'Amico (1952-1953)
- Mario Fortunato (1953)
- Carlos Calocero (1956-1957)
- Saúl Ongaro (1957)
- Francisco Fandiño (1958)
- Ángel Perucca (1959)
- José Scalise (1959-1961)

#### Años 1960
- José Della Torre (1961)
- Dean Georgadis (1962)
- Antonio Faldutti (1962-1964)
- Ricardo Aráuz (1964)
- Pedro Dellacha (1965)
- Carlos Aldabe (1966)
- Subcomisión de Fútbol (1966)
- José Marino (1966)
- Antonio Garabal (1967-1968)
- Adolfo Mogilevsky (1968)
- Vladislao Cap (1968−1969)
- Antonio Mario Imbelloni (1969)

#### Años 1970
- Héctor Rubén Berón (1970)
- Ricardo Aráuz (1970)
- Antonio Mario Imbelloni (1970-1972)
- Carlos Calvagnaro (1972)
- Juan Carlos Giménez (1972-1973)
- Rubén Bertulessi-Armando Mareque (1973)
- Subcomisión de Fútbol (1973)
- Victorio Spinetto (1973-1976)
- Antonio Garabal (1976-1977)
- Felipe Ribaudo (1977)
- Oscar López-Oscar Caballero (1977)
- Subcomisión de Fútbol (1977)
- Néstor Rossi (1977)
- Felipe Ribaudo (1977)
- Ricardo Trigilli (1978)
- Carmelo Faraone (1978-1979)

#### Años 1980
- Carlos Griguol (1980-1986)
- Carlos Aimar (1986)
- Carlos Griguol (1986-1987)
- Miguel Ángel López (1987-1988)
- Juan Rocchia (1988)
- Carlos Griguol (1988-1994)

#### Años 1990
- Miguel Ángel Micó (1994)
- Carlos Vidal (1994)
- Rodolfo Motta (1994-1995)
- Oscar Garré-Gerónimo Saccardi (1995-1997)
- Gerónimo Saccardi (1997-1999)
- Rubén Insúa (1999)
- Ernesto Perissé (1999)
- Jorge Brandoni-Juan Rocchia (1999-2000)

#### Años 2000
- Juan Rocchia (2000)
- Antonio Garabal (2000)
- Claudio Argüeso (2000)
- Hugo Pérez (2000)
- Claudio Argüeso (2000)
- Jorge Castelli (2000-2001)
- Rodolfo Della Pica (2001-2002)
- Daniel Raimundo (2002-2003)
- Oscar López (2003-2004)
- Horacio Milozzi-José María Castro (2004)
- José María Castro-Eduardo Montecello  (2004)
- José María Castro (2004)
- Héctor Rivoira (2005)
- Rodolfo Pereira (2005-2006)
- Oscar Garré (2006-2007)
- José Luis Brown (2007)
- Carlos Trullet (2008-2009)
- Jorge Ghiso (2009)

#### Años 2010
- Dalcio Giovagnoli (2010)
- José María Bianco (2010-2011)
- Roberto Carlos Mario Gómez (2011-2012)
- Carlos Trullet (2012)
- José Luis Brown (2013)
- Luis Medero-Claudio Marini (2013-2014)
- José Santos Romero (2014)
- Marcelo Broggi (2015 y 2017)
- Wálter Perazzo (2016)
- Gustavo Coleoni (2016)
- Fabio Radaelli (2017)
- Alejandro Orfila (2018-2019)
- Jorge Cordon (2019-2021)

#### Años 2020
- Diego Osella (2021)
- Sergio Gómez-Favio Orsi (2021)
- Manuel Fernández (2022)
- Juan Branda-Tobías Kohan (2022)
- Luciano Guiñazú (2022)
- Juan Manuel Sara (2023)
- Jorge Cordon (2023-2024)
- Aníbal Biggeri (2024)
- Alfredo Grelak (2025)
- Sergio Rondina (2025-)

## Comunidad Verdolaga

### Día del hincha Verdolaga
Los hinchas y simpatizantes del club, han autodeclarado el 1 de octubre como "día del hincha de Ferro Carril oeste", en honor al nacimiento de su máximo ídolo, Gerónimo Saccardi.
Fue celebrado por primera vez en el año 2011.

## Datos del club
Total de temporadas en AFA: 121
- Temporadas en Primera División: 81
  - Primera División: 81 (1913 - 1918, 1920 - 1946, 1949 - 1957, 1959 - 1962, 1964 - 1968, 1971 - 1977, 1979 - 1999/00)
    - Puesto histórico en Primera División: 14.°
    - Mejor ubicación en Primera División: 1.° (1982, 1984)
    - Peor ubicación en Primera División: Descenso (1918, 1946, 1957, 1962, 1968, 1977, 1999/00)
    - Máxima goleada a favor en Primera División: Ferro 10 - 3 San Lorenzo (MDQ) (1976)
    - Máxima goleada en contra en Primera División: Ferro 1 - 9 Lanús (1935)
- Temporadas en Segunda División: 39
  - Segunda División: 4 (1907 - 1910)
  - División Intermedia: 3 (1911 - 1912, 1919)
  - Primera B: 7 1947 - 1948, 1958, 1963, 1969 - 1970, 1978)
  - B Nacional: 25 (2000/01, 2003/04 - 2025)
    - Puesto histórico en Segunda División: 11.°
    - Mejor ubicación en Segunda División: 1.° (1912, 1958, 1963, 1969, 1970, 1978)
    - Peor ubicación en Segunda División: Descenso (2000-01)
    - Máxima goleada a favor en Segunda División: Ferro 8 - 0 Argentinos Juniors (1947)
    - Máxima goleada en contra en Segunda División: Aldosivi 5 - 1 Ferro (2011)
- Temporadas en Tercera División: 2
  - Primera B: 2 (2001/02 - 2002/03)
    - Puesto histórico en Tercera División: 45.°
    - Mejor ubicación en Tercera División: 1.° (2002-03)
    - Peor ubicación en Tercera División: Finalista (2001-02)
    - Máxima goleada a favor en Tercera División: Ferro Carril Oeste 7 - 0 Deportivo Merlo (2001-02)
    - Máxima goleada en contra en Tercera División: Ferro 0-3 Argentino de Quilmes (2001-02)

Participaciones internacionales: 2
- Participaciones en Copa Libertadores de América: 2 (1983-1985)
  - Puesto en la tabla histórica de la Copa Libertadores: 134.°
  - Mejor ubicación: 2.° en Grupo 1, eliminado en desempate (1985)
  - Peor ubicación: 4.° en Grupo 1, último (1983)

### Ascensos y descensos
- 1907-1912: División Intermedia
- 1913-1918: Primera División Argentina
- 1919-1919: División Intermedia
- 1920-1946: Primera División Argentina
- 1947-1948: Primera B
- 1949-1957: Primera División Argentina
- 1958-1958: Primera B
- 1959-1962: Primera División Argentina
- 1963-1963: Primera B
- 1964-1968: Primera División Argentina
- 1969-1970: Primera B
- 1971-1977: Primera División Argentina
- 1978-1978: Primera B
- 1979-2000: Primera División Argentina
- 2000-2001: Primera B Nacional
- 2001-2003: Primera B
- 2003-act: Primera B Nacional

## Palmarés

### Torneos nacionales (2)
| Competición                                            | Títulos                             | Subcampeonatos             |
| ------------------------------------------------------ | ----------------------------------- | -------------------------- |
| Primera División (2/3)                                 | Nacional 1982, Nacional 1984.       | 1981, Nacional 1981, 1984. |
| Segunda División (6/0)                                 | 1912, 1958, 1963, 1969, 1970, 1978. |                            |
| Tercera División (2/1)                                 | 1909, 2002/03.                      | 2001/02.                   |
| Copa Competencia Adolfo Bullrich (2da. División) (2/1) | 1912, 1913.                         | 1918.                      |

### Torneos nacionales amistosos
| Competición                                                 | Títulos           |
| ----------------------------------------------------------- | ----------------- |
| Torneo Cuadrangular de Salta (1)                            | 1965.             |
| Copa San Martín de Tours (3)                                | 1983, 1987, 1990. |
| Copa del Oeste (1)                                          | 1998              |
| Trofeo Comuna de Caballito (1)                              | 2007.             |
| Copa de Invierno "Gobierno de la Provincia de San Luis" (1) | 2011.             |
| Copa Provincia de Salta (1)                                 | 2012.             |
| Copa Ciudad de Azul (1)                                     | 2014.             |

### Torneos internacionales amistosos
| Competición                 | Títulos |
| --------------------------- | ------- |
| Trofeo Alcaldía de Cali (1) | 1957.   |

## Otras secciones deportivas
La principal característica del Club Ferro Carril Oeste es su carácter polideportivo, el cual ha tenido desde su fundación en 1904. Además del fútbol, primer deporte practicado en el club, ha incursionado numerosas disciplinas deportivas y actividades sociales. En la actualidad, cuenta con secciones de futsal, hockey sobre césped, natación, lucha, ajedrez, gimnasia artística, patín artístico, boxeo, balonmano, tenis y voleibol.
Los logros de gran parte de sus secciones convierten a la institución en una de las más laureadas del deporte argentino en general, las cuales se destacaron, principalmente, en los años 1980, década de mayor esplendor deportivo y social de la entidad. Se desarrollan en el complejo Polideportivo Pontevedra, el cual es acondicionado paulatinamente para la práctica correcta de cada deporte.

### Fútbol femenino
El fútbol femenino en Ferro inició sus actividades en el año 2016. En 2018 comenzó a disputar torneos AFA, logrando el ascenso a Primera división en 2021.

### Baloncesto
El club de Caballito cuenta con una sección de básquet —conocido como baloncesto en otros países— llamada Ferro Básquet. Esta fue creada en 1919, año en el que se afilió a la Federación Argentina de Básquet. Es uno de los clubes más laureados del baloncesto argentino y fue uno de los miembros fundadores de la Liga Nacional de Básquet. Los éxitos de la sección vienen en gran parte gracias a la gestión de Santiago Leyden, presidente de la institución por treinta años, quien impulsó la práctica del deporte en el club, y de la conducción técnica de León Najnudel, entrenador del equipo masculino durante los años 1980. Ferro ascendió nuevamente a la Liga Nacional de Básquet en 2015.
Hockey Sobre Césped
El hockey es uno de los deportes más jóvenes en el Club Ferro Carril Oeste, si hablamos de años de existencia.
Desde el año 2010 Ferro se sumó a la asociación Amateur de Hockey de Buenos Aires. Hay un antecedente que es Nahuel, pero no era Ferro; luego vino la fusión con Nahuel y fue relevante ya que a partir de esa base se comenzó a trabajar.
Se cuenta con tres tiras completas femeninas, es decir 8 categorías empezando a los 8 años hasta la primera y una tira masculina completa trabajándose en una segunda tira. En lo que respecta a escuelas es infantiles, juveniles y adultos femeninas. Además Ferro cuenta con las Master Hockey, pero en este caso no es escuela porque la gran mayoría son exjugadoras. En el caso de la escuela de adultos es para mayores de 18 años que nunca hayan jugado y también es solo femenina.
La primera de Damas A está en la categoría B, la de Damas B está en la Categoría D y la de Damas C está en Categoría E. En el caso de los varones están en Categoría B.
En Ferro se fomentan los valores básicos de convivencia, sana competencia y respeto al rival. El Tercer Tiempo es importante para eso y es una de las premisas de la actividad.